# 신칸센 700계 전동차
신칸센 700계 전동차(일본어: 新幹線700系電車)는 1999년에 데뷔한 일본의 도카이도 신칸센·산요 신칸센의 제4세대 차량이다. 최고속도가 낮은 0계 및 100계를 대체하기 위해 제조되었으며 후계 차종인 N700계가 투입되었다.

## 개요
저렴한 제조·보수 비용으로 도카이도 신칸센·산요 신칸센 전체의 고속화를 도모할 수 있도록 도카이 여객철도(이하 JR도카이)와 서일본 여객철도(이하 JR서일본)에서 공동개발한 차량이다. 최고속도는 285km/h로(히메지역 통과는 선로조건 때문에 270km/h), 500계의 300km/h에 미치지 않지만 차내의 거주성이나 승차감의 개선을 도모하고 있다. 또한 편성 변경에도 대응할 수 있도록 300계와 좌석 수를 공통화하고 있다.
1량당 가격은 약 2억 3000만엔이다(16량 편성으로 약 36억 4000만엔). 모든 편성이 닛폰 차량제조(이하 니혼샤료)·히타치 제작소·가와사키 중공업·긴키 차량(서일본 여객철도(이하 JR서일본) 소속에 한함)에서 제작되었다.
덧붙여 개발 발표 초기의 가칭은 'N300'이었지만 이는 정식 명칭에는 채택되지 못하고 종래의 관례에 따라 700계로 명명되었다. N300은 300계의 개량형이라는 의미이다. 등장 당초에는 JR도카이 소속 차량 뿐이지만 'New Generation Train'이라는 애칭이 있고 그 전화 카드가 차내에서 판매되고 있었다.

## 세부 모델

### 신칸센 700계 0번대 전동차
신칸센 700계 0번대 전동차(일본어: 新幹線700系電車0番台)는 1999년 3월부터 운행하기 시작한 차량으로 당시 노조미 등급으로 운행했던 신칸센 300계 전동차를 대체하기 위해 도입했다. 2000년부터 히카리 등급 열차를 운행하기 시작했다. 2001년 5월에 도입된 C25편성의 경우 노트북 등 스마트 기기 사용자를 위해 전원 콘센트가 추가되었다. 2003년 12월 도카이 여객철도가 6편성을 추가로 주문했고  2005년 세계 박람회에 맞춰 순차별로 인도되었다. 2011년부터 C4편성 폐차를 시작으로 2020년에 모든 차량이 폐차되었다. 서일본 여객철도의 300계 9000번대의 퇴역으로 8편성이 도카이 여객철도에서 서일본 여객철도로 이관 했으나 2015년과 2017년에 전량 퇴역되었다.

### 신칸센 700계 3000번대 전동차
신칸센 700계 3000번대 전동차(일본어: 新幹線700系電車3000番台)는 2001년부터 2005년까지 순차별로 도입된 차량으로 서일본 여객철도가 소유하고 있다. 기존 히카리 등급 열차로 운행했던 신칸센 100계 전동차를 대체하기 위해 도입했다. 대차의 경우 신칸센 500계 전동차와 동일한 대차를 사용하고 있으며 기존 신칸센 700계 0번대 전동차, 신칸센 700계 9000번대 전동차와 달리 LED가 장착되었고 동력차 측면에 JR700 로고가 적용되었다. 2017년부터 B1, B7편성 폐차를 시작으로 2019년까지 12편성이 폐차되었다. 2020년 3월 13일에 히카리 441호 열차 운행을 끝으로 운행이 종료되었다.

### 신칸센 700계 7000번대 전동차
신칸센 700계 7000번대 전동차(일본어: 新幹線700系電車7000番台)는 히카리 레일스타로 운행하고 있으며 1999년 12월부터 도입한 차량으로 서일본 여객철도에서 소유로 E편성으로 운행한다. 기존에 운행하고 있던 웨스트 히카리로 운행하고 있던 0계 차량이 노후화로 인한 내구연한 만료로 인해 장기간 운행이 불가능하면서 운영비 절감 및 신차 도입을 위해 2000년 3월 11일에 운행을 시작하면서 웨스트 히카리 등급이 폐지되고 0계 차량을 대체했다. 신칸센 700계 3000번대 전동차와 마찬가지로 LED가 장착되었고 동력차 측면에 Hikari Rail Star 로고가 적용되었다. 2011년 큐슈 신칸센 전 구간 개통과 N700계 7000번대, N700계 8000번대 차량 도입으로 순차별로 고다마로 순차별로 격하되면서 현재는 5편만 히카리 레일스타로 고정 운행하고 있다.

### 신칸센 700계 9000번대 전동차
신칸센 700계 9000번대 전동차(일본어: 新幹線700系電車9000番台)는 1997년 10월에 최초로 도입했으며 도카이 여객철도가 소유하고 있다. 16량 편성으로 도입 초기 C0편성으로 도입했다가 1999년 9월에 C1편성으로 변경되었다. 2013년 1월에 퇴역했다.

## 구조
JR 도카이가 발주한 16량 C편성과 JR 서일본이 발주한 8량 E편성 및 16량 B편성에서는 주행 기기를 중심으로 차이가 존재한다. 그에 대해서는 각 절에서 상세히 기술한다.

### 외관

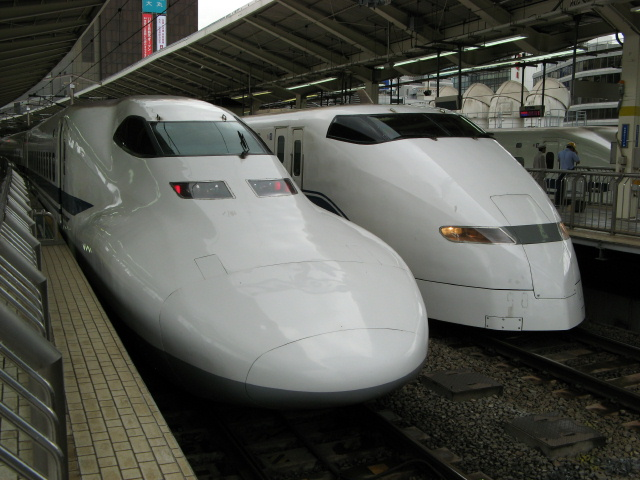
독특한 커브를 그리는 700계의 선두형상(사진 왼쪽) 도쿄역에서(2007/9/11)

차체는 알루미늄 합금으로 방음재를 끼워 넣은 더블스킨 구조를 채용했으며 차내 소음을 배려하면서도 경량 저비용을 꾀한 구조이다. 보통차 측면 창 크기는 높이 590mm 폭 700mm, 창광 높이는 300계와 같은 710mm이다. 차체 단면은 외판 부분이 창문 위에서 지붕을 향해 완만하게 좁아지는 형태로 이것이 뒤에서 서술하는 측면 창의 높이와 관계가 있다.
전두부(前頭部)의 형상은 500계와 동등한 정도의 미기압파 대비 효과를 짧은 노즈로 실현하기 위해 공력저항을 고려한 '오리 주둥이'와 같은 형상이 되었지만 그 때문에 보는 각도에 의한 인상이 크게 다르다.
선두차 연결기 커버는 C18·E15편성까지는 2단계로 분리되도록 되어 있으며 연결기를 사용할 때는 링 모양으로 하지만 C19편성 이후로 E16편성, B편성(모든 편성)에서는 이음매 간격이 짧아졌다. 그래서 부착부의 내장도 약간 다르다.
행선지 표시기는 JR 도카이의 편성(C편성)이 롤식인데 비해, JR 서일본의 편성(E·B편성)은 LED를 이용한 전광판식을 채용하고 있다. 편성 차량 번호 표기의 서체(C편성(JR 서일본에 이적한 차량을 포함)은 스미마루 고딕(국철 시대의 표준 서체), JR 서일본 보유 차량(B편성)은 신 고딕, 일부는 신 고나)이고 운전 석창 와이퍼가 정지 위치가 C1편성 이후(경사짐)와 B/E편성(거의 수직)이 다른 등 세부에서 차이가 보인다.
또한 선두차의 승무원실과 객실의 출입문 상부에 있는 홈통이 승무원실용과 객실용으로 나뉘어 있었다. 그러나 증비에서 홈통은 일체화된 것으로 변경되었으며 현재는 모든 C편성과 B4-B15·E16편성이 일체형으로 되어 있다. B1-B3, E1-E15편성은 현재까지 빗물받이는 분리하고 있다.
초창기 제조 차량(C1-C28편성)은 출입문 창이 평면 유리로 위치가 약간 낮아 2001년산 C29편성에서는 곡면 유리를 사용하여 높아졌다. 더욱이, 서일본 여객철도(이하 JR 서일본) 소속의 B및 E편성은 후기 편성까지 일관되게 낮아지고 있다.
500계까지 승무원실 밖의 손잡이 막대는 금속 난간을 매설하고 설치해 왔지만, 본 계열에서 정차 중에는 뚜껑을 열어 잡을 수 있고, 발차 후 5km/h 이상이 되면 뚜껑이 닫혀 주행 중의 공력 저항을 저감하게 된다. 승무원실 내에는 그 내용을 나타내는 스티커('출발 직후 바깥쪽 손잡이 막대기를 쥐지 않기')가 붙어 있는 것이 승무원실을 들여다보면 보인다. 다만 E편성에서는 기존과 같이 금속 난간이 설치되어 있다.
1호차인 723형의 차체 상부에는 네모난 박스 모양의 공간파 안테나가 탑재되는데, 2004년도 이후 증비 편성(C55-C60·B13-B15·E16편성)은 도카이도·산요 신칸센 전선 LCX화가 완료되어 안테나는 탑재되지 않았다.
0계 이후 도카이도·산요 신칸센에서는 운전 받침 위에 있던 지붕의 정전 안테나(500계 제외)는 본 계열에서 처음으로 선두차의 연결면 측으로 옮겨졌다. 이는 이후 800계열 및 N700계도 마찬가지이다.
표지등은 운전석 밑, 전조등 2등과 미등 1등이 양쪽에 배치되고 있다.

### 도장
300계까지처럼 차체 전체를 흰색으로 도장한 측면에 청색 띠를 배치하다. 이 청띠는 300계에서는(위)가는 띠/(아래)굵은 띠를 하지만 본 계열에서는(위)굵은 띠/(아래)가는 띠로 바뀌어 N700계에서도 답습되었다.
CB편성에는 700계 로고 마크가 붙어 있다. 또한, 서일본 여객철도(이하 JR 서일본) 소속의 B편성에서는 운전석 옆에 파란 색 글씨로 'JR700'의 문자가 표기되고 있다(모두 사진 참조).

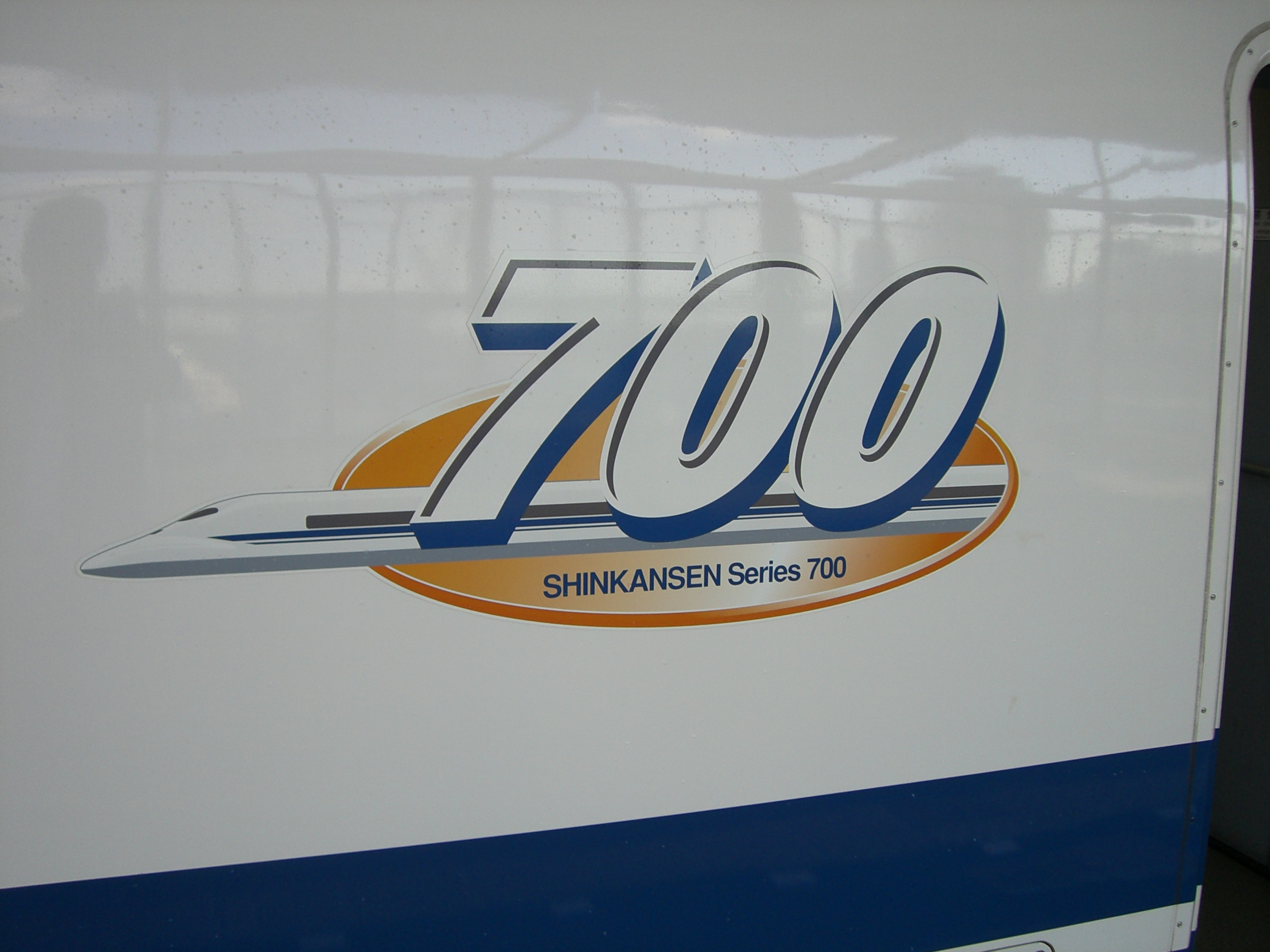
700계 로고

### 주행 기기

#### 전원·제어장치

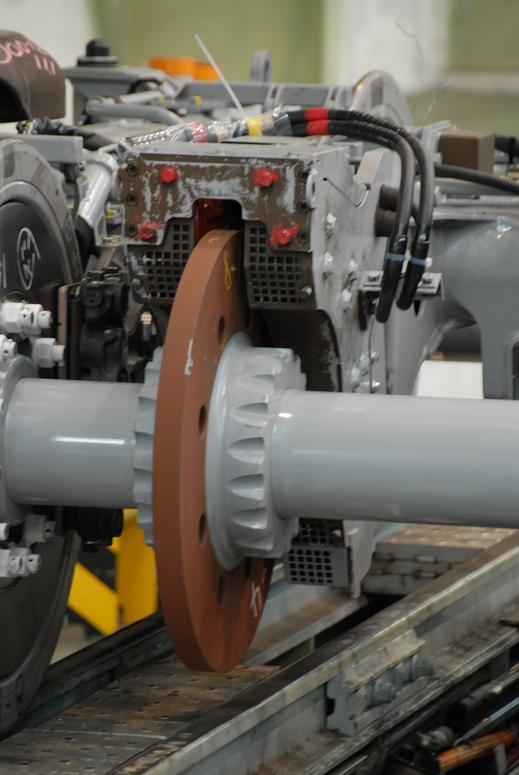
700계에 탑재된 와전류 제동장치

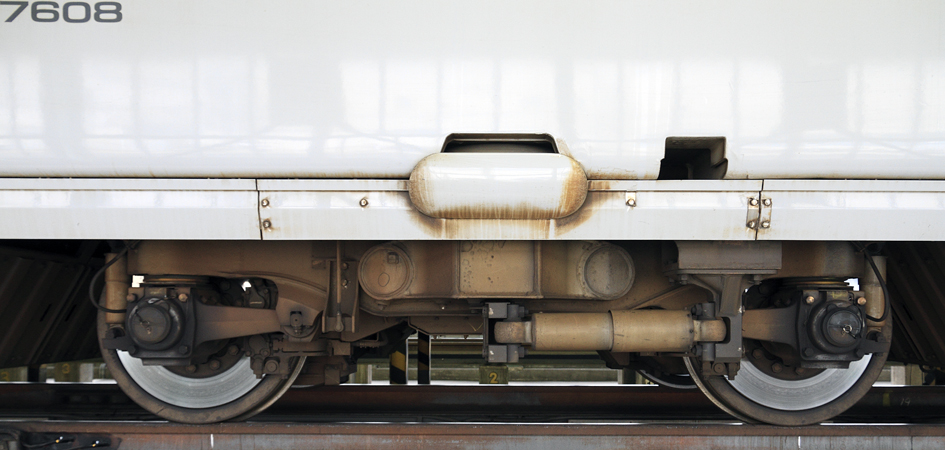
700계 7000번대의 대차 WDT205A

3M1T의 4량 1유닛의 구성으로 500계의 4량 1유닛을 계승하면서 1유닛당의 전동차 양수를 줄이는 것에 의해 제작비와 차량 정비비의 저감·축중의 분산을 실현하고 있다. 4량(M, M1, M2, T) 1유닛을 2반 또는 4반 조합하여 편성을 조성한다. M차에 주변압기를, M1차에 주변환 장치 1대, M2차에 주변환 장치 2대, T차에 보조기기류를 탑재한다.
주변환 장치(TCI2, TCI2A)는 도시바사의 IGBT 소자를 이용한 PWM컨버터 1기+VVVF인버터 1기로 구성되어 있으며, 후지 전기가 원 설계를 담당했다. IGBT 소자는 스위칭 주파수가 GTO소자보다 고속이므로, 발차, 정차시에 GTO 사이리스터 탑재의 300계, 500계에서 두드러진 농형 3상 유도전동기로부터의 자려음(磁励音)이 대폭 줄었다. 또한 2.5kV, 1.8kA급의 대용량 IGBT 소자를 채택하여 소형 경량화를 달성했다. 제어 방식도 300계 2레벨 제어에서 3레벨 제어함로 전압, 전류 파형이 교류의 정현파에 가까운 형태로 전류 파형이 일그러져 발생하는 변형 성분(고조파)의 억제를 도모하고 있다. 주변환 장치 내부에는 냉각용으로 인버터 장치 측에 주전동 송풍기(TMH31-TFK31), 컨버터 유닛 측에 보조전동 송풍기(TMH32-TFK32)가 탑재되었다. E·B편성에 탑재되는 WPC200은 제어 방식은 동일하나 차량 기지의 시설적 차이 관점에서 차상 점검·제거 방식을 채용하고 있다(JR 도카이 차량은 산측으로부터 컨버터 유닛, 인버터 유닛, 주전동기 송풍기의 순서지만 JR 서일본의 차량은 그렇게 되지 않았다). 이것은 자사의 검수설비에 맞춰 각각 독자적인 배열을 결정했기 때문이라고 한다. 이 차이 때문에 분해를 수반하는 검사는 각각 자사의 공장에서 밖에 실시할 수 없다.
주변압기는 4,160kVA 용량이다. 강제 송풍식의 경량화 관점에서 알루미늄 코일이 채용되었다. 2차 권선(정격 용량 3,660kVA)은 3분할된다. 각 주변환장치의 컨버터부가 접속된다. 양산 선행차 C1편성에는 TTM3, C편성 양산차에는 TTM3A, E·B편성에는 WTM206이 탑재되지만 성능은 동일하다.
보조 전원 장치는 주변압기의 3차 권선을 전원으로 하는 직류 100V 36kW, 교류 100V 5kVA 용량의 IGBT 소자를 사용한 정지형 인버터이다. 이 외에 보조 변압기에 의한 교류 100V 10kVA을 확보하고 있다. E·B편성에서는 객실 내 콘센트 사용에 의한 전원 부하 증대를 감안하여 C편성과 동등한 성능을 가진 WSC209에 더해 안정화 전원을 3기(E편성) 혹은 6기(B편성)탑재하여 축전지도 6대에서 7대로 증강했다.
공기 압축기는 정숙성에서 높은 평가를 받은 스크롤식을 채용했다.
주전동기는 농형 3상 유도전동기를 전동차 1량당 4기 탑재했다. 300계에서 실적이 있는 프레임리스 구조, 알루미늄 브래킷 구조를 채용하고 경량화를 위해 전식 방지의 관점에서 절연 베어링을 채용했다. 연속 정격 출력은 275kW이다.
제동장치는 300계와 500계와 마찬가지로 전동차에는 회생제동, 부수차는 와전류제동을 채용했다. 와전류식 디스크 제동에 관해서는 차량 중량의 균형 개선과 전동차 비율이 증가하여 300계에서 반감되어 1축 1대로 되었다. 또한 긴급 제동시의 활주(滑走) 대책으로 500계에 탑재되고 있던 세라믹 분사 장치를 1호 차 제1축으로 16호 차(8량 편성의 경우는 8호 차) 제4축으로 채용하여 제동 거리의 단축을 도모하고 있다.

#### 대차

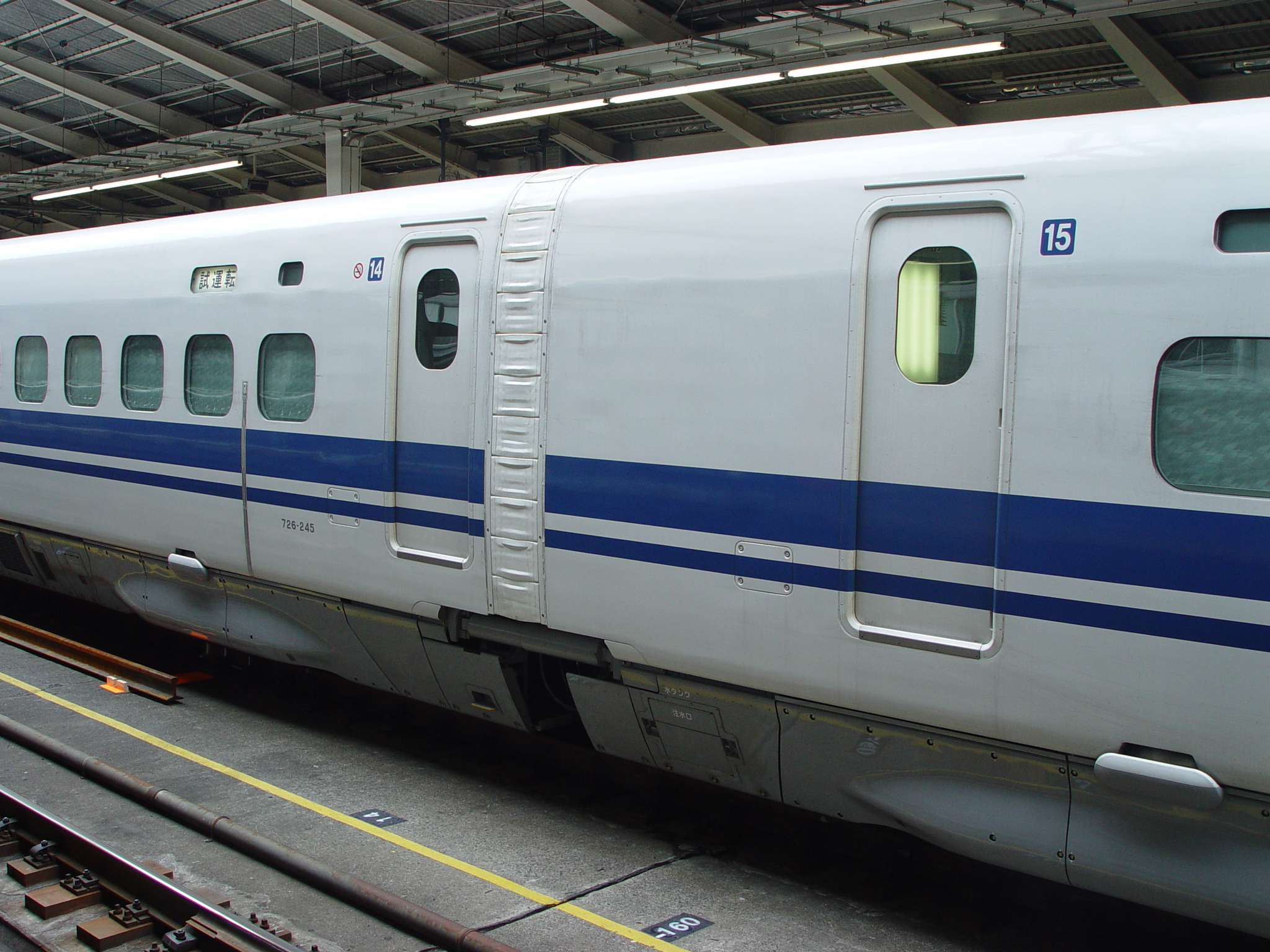
N700계에 사용되고 있는 전주 다이어프램과 대차 커버의 테스트

대차는 C편성에는 TDT204(전동차), TTR7002(부수차)를 탑재한다. 300계의 것을 기반으로 기름 윤활에 의한 스프링 병용 원통 적층 고무식 볼스터리스 대차이다[.
JR 서일본 보유차량(B ,E편성)은 500계용 대차를 기반으로 한 축량식 볼스터리스 대차 WDT205A(전동차), WTR7002(부수차)를 탑재하고 원통 코로축에 구리스 윤활 베어링이 특징이다. WDT205A는 주전동기의 차이 이외에는 500계의 것으로 호환성이 있다. WTR7002는 WDT205A기준에 전동기가 없고, 와전류식 디스크 제동용 코일을 탑재했다.
기어비가 JR 도카이 보유 차량(C편성, 대차는 TDT204형: 전동차)과 다르기 때문에 제어장치의 특성을 변경하여 가속 특성을 갖추고 있다.
C19편성 이후 그린차에서 구동 장치를 WN 평행카르단 구동방식에서 TD 평행카르단 구동방식으로 변경하였다. 신칸센 차량에서 TD평행 카르단 구동 방식은 본 계열이 첫 채용 사례이다. 기존에는 고속 운전시 내구성 문제로 WN 구동 방식이 채용되었지만 300계나 700계 C1편성을 이용한 시험 주행 결과 TD카르단에 이용되는 휨 판자의 내구성이 향상되어 보수가 쉽고 소음이 적은 본 방식으로 변경되었다.

### 집전 장치

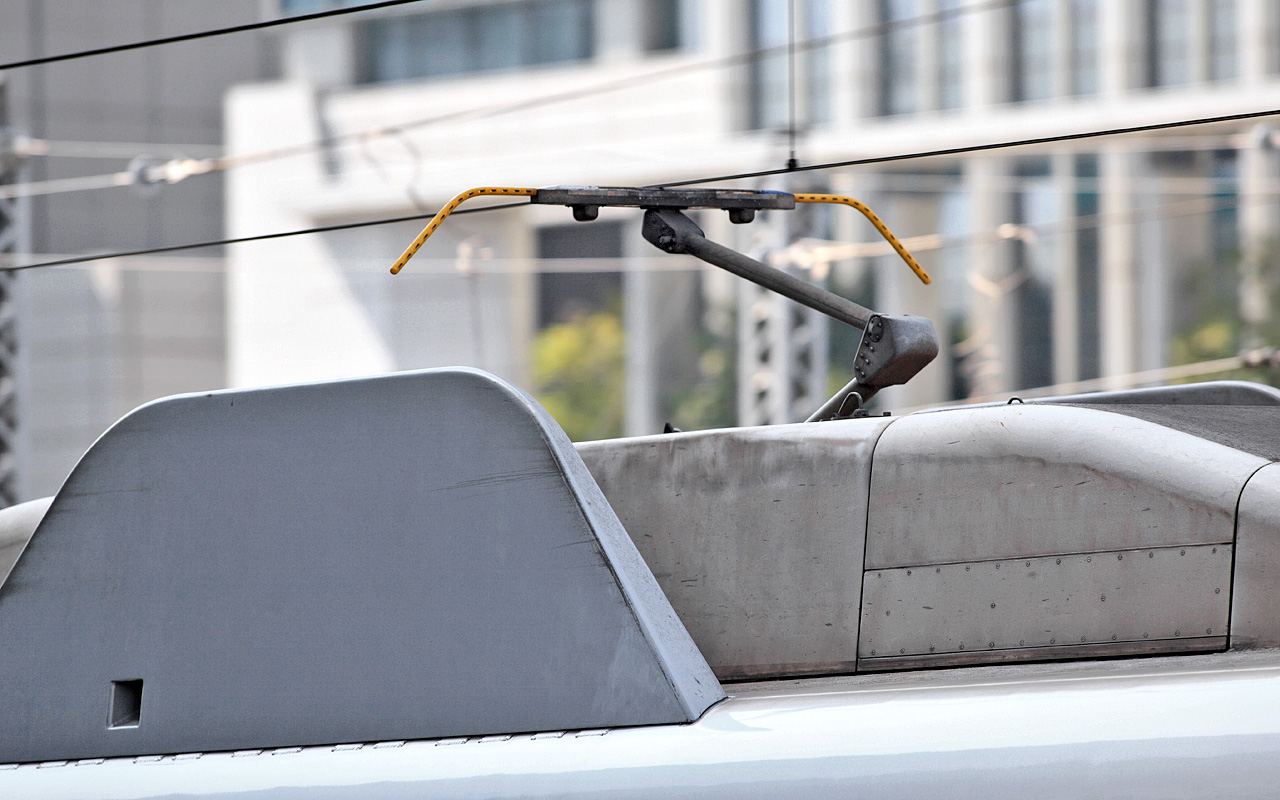
팬터그래프와 디플렉터

집전 장치는 새로 개발된 싱글암 팬터그래프(TPS301(C편성), WPS205(E·B편성))을 M1차량 중 5.13호차에 탑재하고 있다. 팬터그래프는 주로 덮개 속에 승강암을 통해 슬라이더의 헌 부분에 작은 구멍을 내는 것으로 팬터그래프 자체에서 발생하는 소음을 경감하게 된다.
전후에 마련한 슬로프형태의 절연체 커버와 차체 측면에 설치한 방음판에 따라 풍향을 알리는 풍절음과 공력 저항의 저감을 도모하고 있다. 방음판은 C편성이 회색, B편성 및 JR 서일본에 이적한 C편성은 흰색이다.
각 유닛 간은 특고압 인통선을 따라 전기적으로 접속되어 16량 편성인 C·B편성은 4-5, 8-9, 12-13호 차량이 케이블 헤드, 그 이외의 부분은 직접 조인트에 의한 접속이 이루어지고 있다. 8량 편성인 E편성은 E12편성까지는 전차량 간이 직접 조인트에 의한 접속이다. 그러나 E13-E16편성은 신조시부터 4-5호 차에서 케이블 헤드에 의한 접속에 개선되었다. 기존 편성에도 케이블 헤드화 공사가 실시되었다.

### 300계에서의 개량
차량의 공차중량은 16량 편성 기준 634t으로, 300계의 637t에 비해 겨우 3t밖에 감소하지 않았다. 이는 기기의 경량화나 전기 배선의 효율화로 달성한 경량화분 20t의 대부분을 승차감이나 정숙성 향상을 위한 장비에 배분했기 때문이다.
또한 300계나 500계 도입 후 차량을 이용한 승객으로부터의 잇따른 승차감에 관한 불평을 반영하여 세미 액티브 서스펜션이나 비선형 공기 용수철, 차체간 댐퍼 등 여기저기에 승차감의 개선을 위한 방법이 채용되어 있으며 차체 간 댐퍼에 대해서는 500계에서는 설치부가 숨어 있었지만 본 계열은 부착부까지 노출시켜 보수 작업을 용이하게 하고 있으며 이는 후계 N700계에도 이어져 있다.
300계에서 문제가 된 공조효능은 기본 용량의 향상 뿐 아니라 앞서 서술한 더블스킨 구조에 의한 단열 효과의 향상과 분출구를 천정 근처에서 수하물 수납칸으로 이전하는 것에 의한 덕트 길이의 단축 등에 의해 대폭적인 개선을 보고 있다.
또한 차체 상태를 순서대로 감시 및 기록하기 위해 32비트 컴퓨터를 이용한 데이터 모니터 장치를 탑재하고 있다. 얻어진 주행중의 각종 데이터는 운전대의 모니터에 표시되거나 점검시의 참고 데이터로서 활용되어 정비 작업의 효율화에 공헌하고 있다.
이상의 효율화와 개량에 의해 700계의 16량 편성 기준 차량 가격은 약 36억 4000만엔으로, 500계의 약 50억엔에서 대폭 저렴해졌다. 그리고 주행시의 에너지 소비 또한 270km/h 주행시 이용객 1인당 소비 에너지가 14.7kWh(300계: 16.0kWh(270km/h 주행시), 0계: 17.5kWh(220km/h 주행시))로 고효율이 되었다.

### C1편성(등장시:C0편성)
선행 시작차의 C0편성(JR도카이 소속 9000번대)는 1997년 가을에 완성해 10월 3일에 하마마쓰 공장에서 보도진에 공개되어 10월 27일부터 약 1년 반 동안 주행 시험이 실시되었다. 8량 편성으로 주행 시험(1·5·6·7·10·11·12·16호차 연결)와, 도카이도 신칸센에서 300km/h, 산요 신칸센으로 310km/h의 속도 향상 시험도 진행된 이후 양산화 개조를 받고 C1편성으로 1999년 가을부터 0계 전동차 퇴역 이후에, 영업 운행에 충당되었다.
2013년 1월 16일 폐차되었다. 1호차인 723-9001은 그 해 여름에 열린 '신칸센을 정말 발견한 날' 공개 이후 2013년 말 리니어·철도관으로 이전되었다(후에 서술).
300계의 선행 시작 편성인 J1편성 정도는 아니지만 양산 편성과의 차이가 몇가지 있다.
- 선두차 노즈 끝 부분은 그 이외의 편성(9.2m)보다 70cm 짧은 8.5m이며[22], 연결기 커버 근처에 손잡이가 붙어 있다.
- 선두차 홈통의 위치가 위쪽으로 더 나와 있다.
- 공중 전화가 C1편성만 15호차 도쿄 방면이 아닌, 16호차 하카타의 방면에 존재한다[23][22].

그것에 덧붙여 양산화 개조를 실시하기 전(등장시)의 외관은 아래와 같은 것이었다.
- 운전석의 와이퍼를 정지 위치는 300계와 마찬가지로 옆 위치에서 정지.
- 고속 시험 차 '300X'에서 시험이 치러진 '와인잔형 팬터그래프 커버'에서 허벅지 부분을 생략한 형태의 개량형 커버와 싱글암식 팬터그래프의 조합을 도입했으며[24], 팬터그래프 커버 자체가 소음의 발생 원인이 되고 있는 것이 시운전 과정에서 파악되어 나중에 양산차와 같은 싱글암 팬터그래프와 절연체 커버, 차체 측면 쪽에 설치한 방음판의 조합으로 변경되었다(이건 후속의 N700계에서도 이어졌다).
- 승무원실 출입문 형상이 300계와 비슷한 직사각형.
- 승무원 출입문의 손잡이는 금속 막대를 매립한다.
- 차체의 강성 확보를 위해 11호차의 726형 700번대(M'H)의 출입문 배치가 양산차와 다르다[22].

## 인테리어

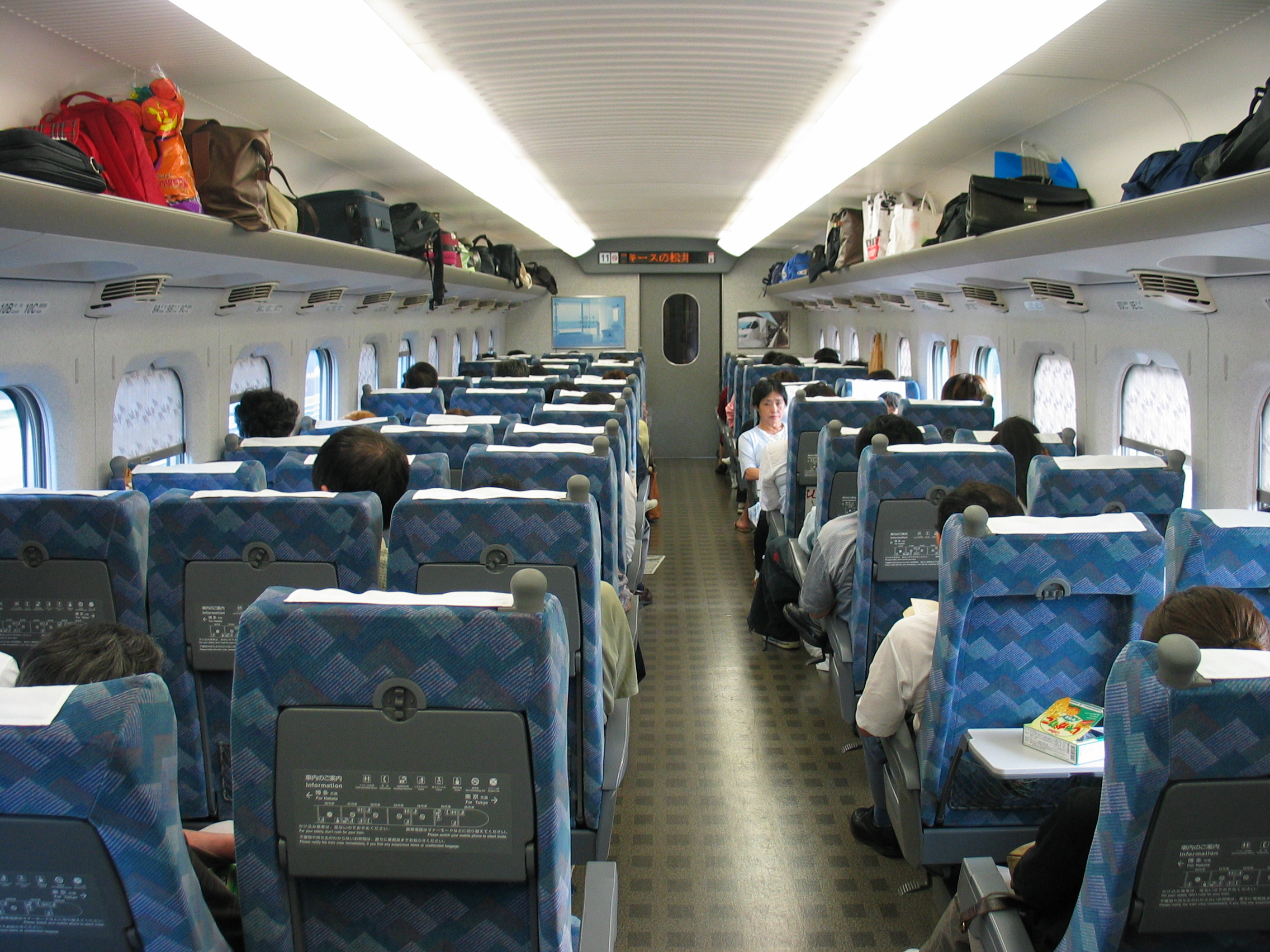
C편성 실내(후기 차량)

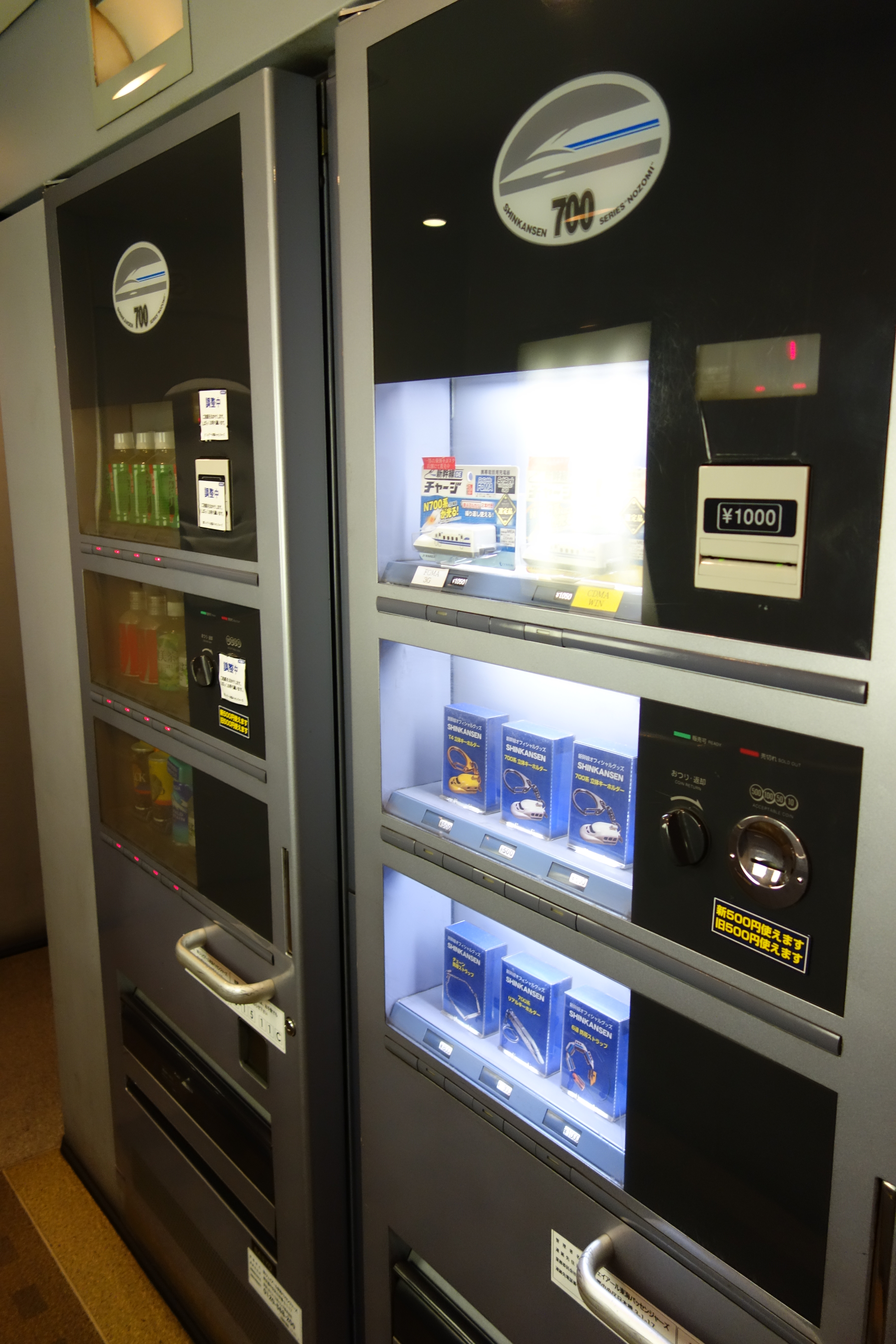
영업할 당시의 자동 판매기

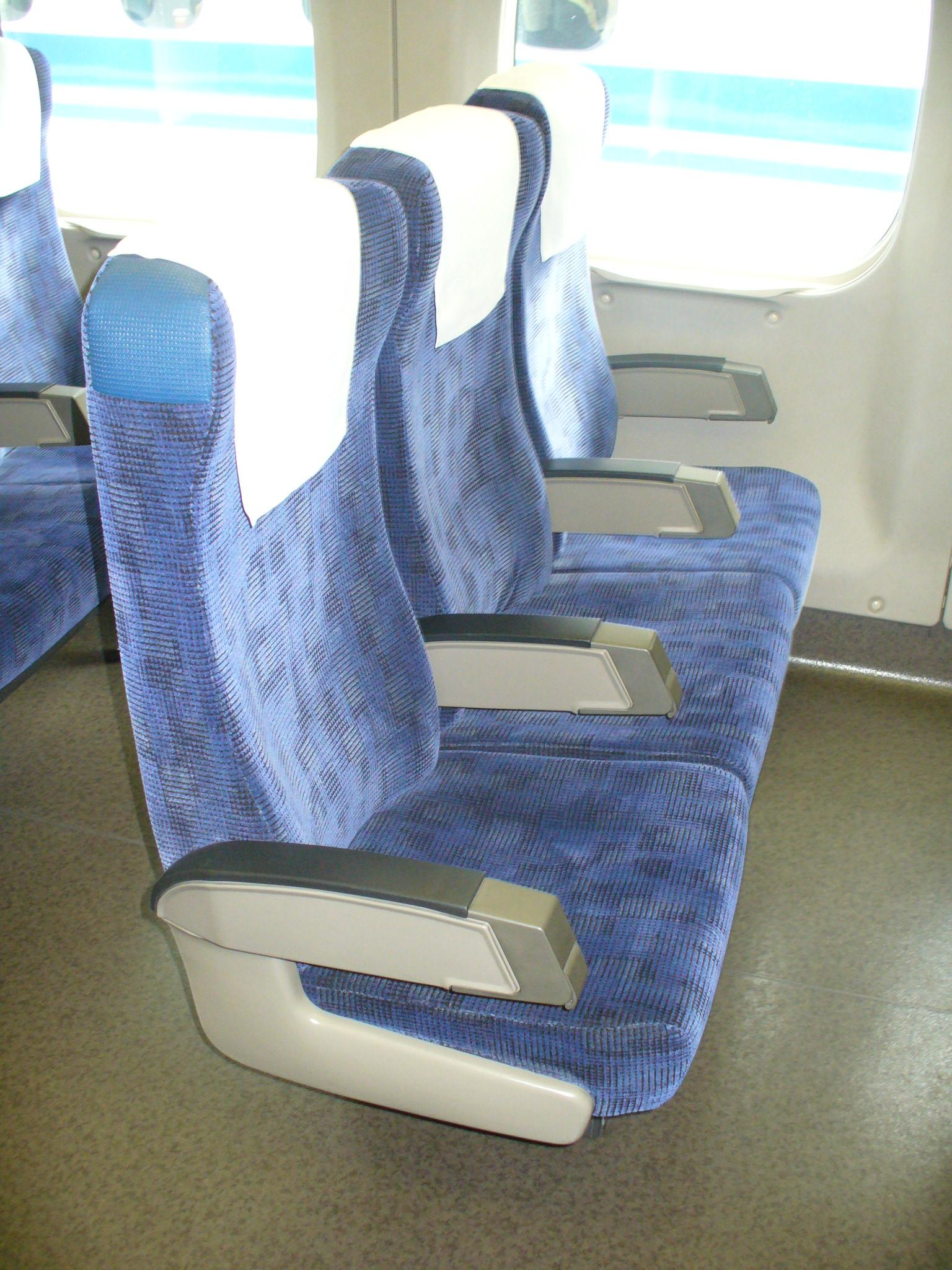
보통차 3인석 WRK307형
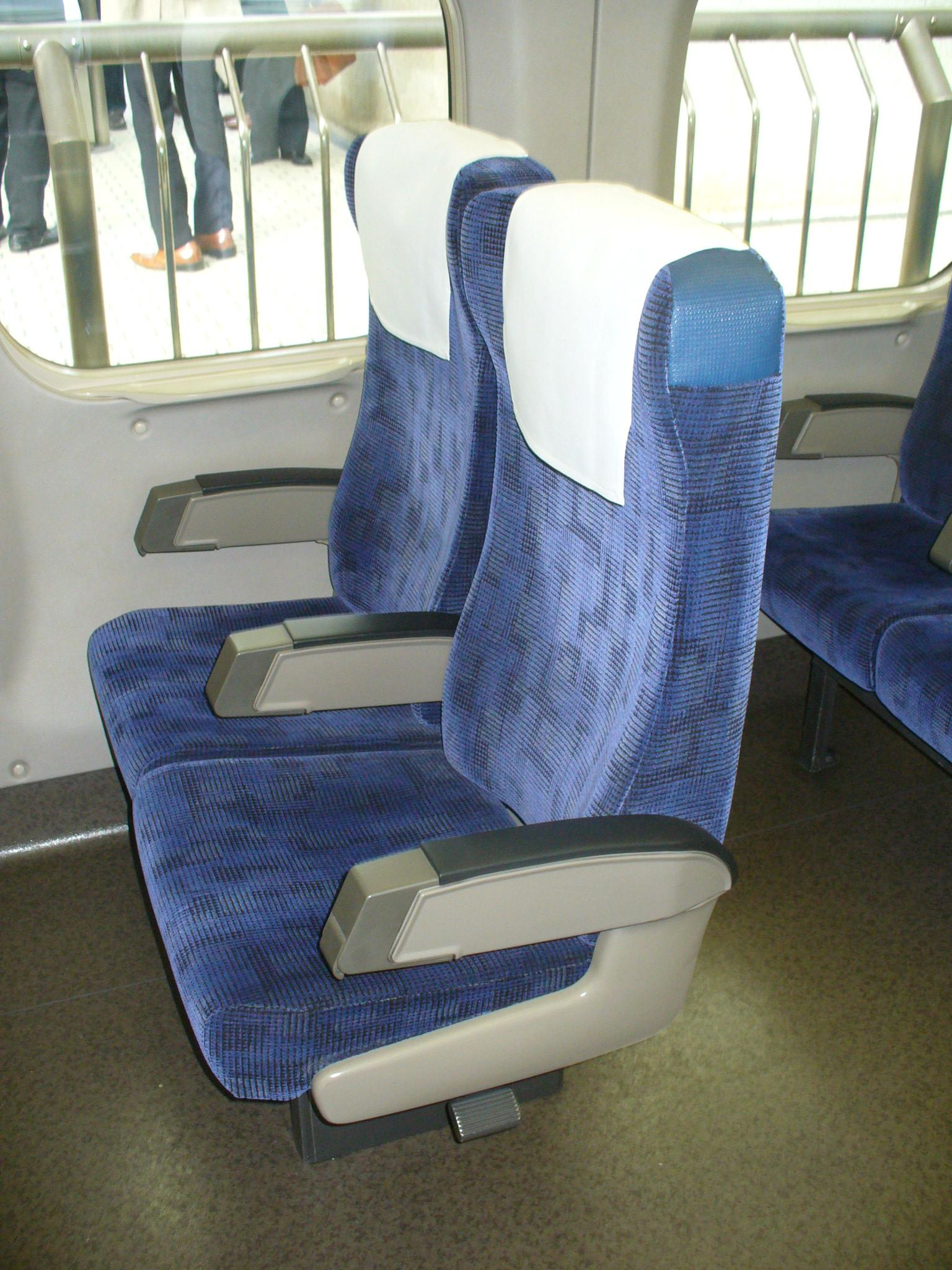
보통차 2인석 WRK205형
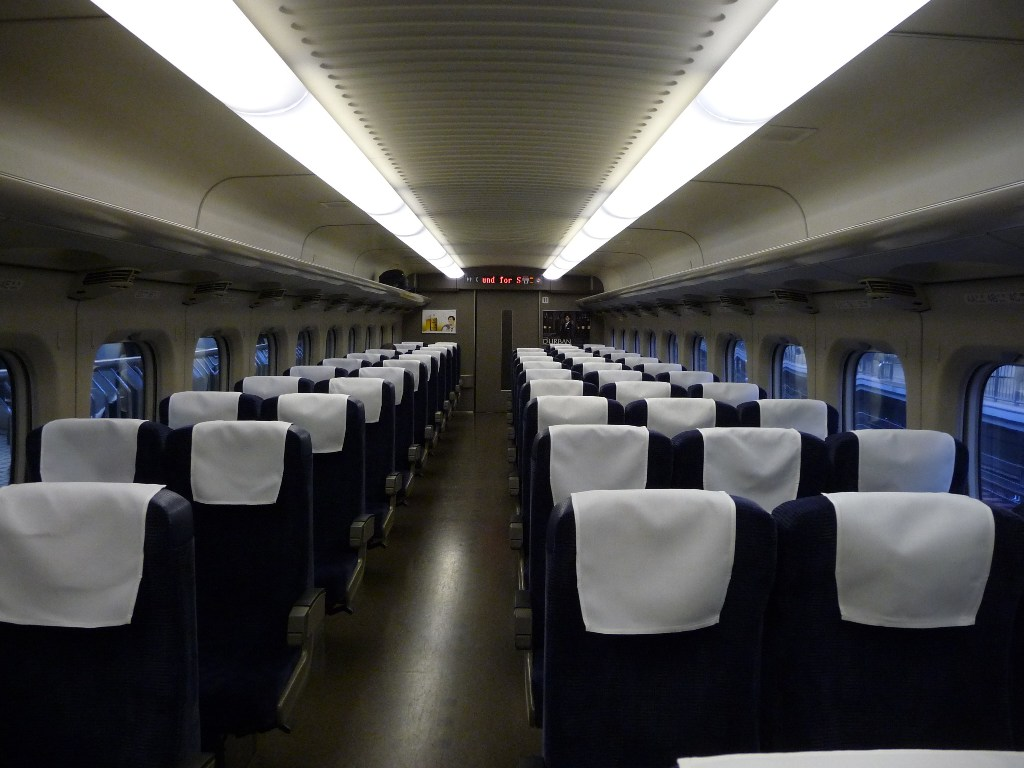
보통차 실내
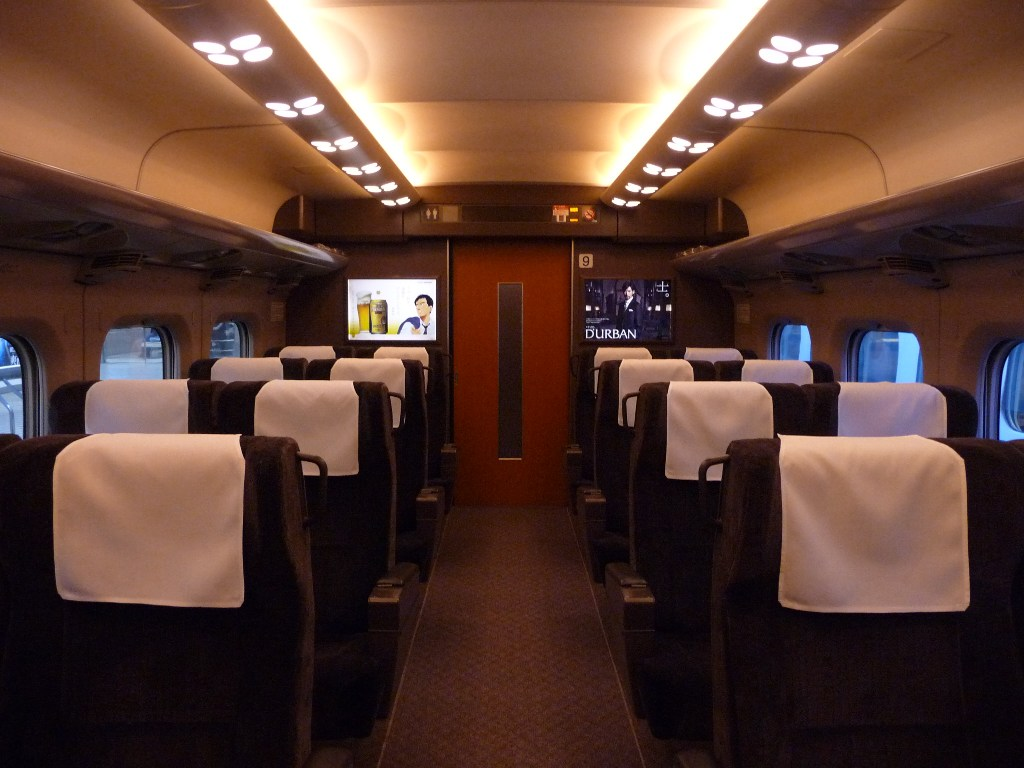
그린차 실내

16량 편성의 경우 8호차 ~ 10호차가 그린차로, 이외는 보통차로 구성되어 있다.
좌석 배치는 300계와 같지만 300계에 비해 좌석은 약간 딱딱하다. 이것은 편성 전체의 경량화를 우선하여 좌석에 스프링이 아닌 적층 우레탄을 이용하고 있기 때문이다. 이에 대해 승객의 악평이 있다. 300계·500계에 있던 서비스 코너는 폐지되었으며 대신 음료 자동 판매기가 설치되어 있다(2014년 3월 14일로서 N700계와 함께 폐지·가동 종료). 때문에 냉수기는 탑재하고 있지 않다(이후 500계 등에서도 폐지하여 신칸센에서는 전폐).
내부는 JR도카이의 C편성과 JR서일본의 B편성에서 호차 표시의 위치도 다르다. C편성의 보통차는 몹시 밝고 시트의 색은 캐쥬얼한 물색인데 비해, B편성은 진한 감색 시트로 내장은 '레일 스타' E편성과 같이 차분한 느낌이다. 때문에 탔을 때의 인상이 완전히 다르다. 또한 시트의 형상은 JR 도카이의 편성과 JR 서일본의 편성이 서로 다르다. 천정이나 벽면등의 전체적인 차내 디자인은 300계에 비해, 특히 C편성의 경우 제작비 절감의 영향이 여기저기에 나타난다(B편성의 경우는 앞서 서술한대로 E편성과의 부재 공통화 등에 의해 그 영향은 아직 작다). 그러나 최대 천장 높이는 2,200mm로 시각적으로도 거주성이 향상되었다. 그린차는 C·B편성 함께 300계의 간접 조명에서 따뜻한 색의 형광등을 사용한 반간접 조명이다. 형광등 커버 디자인은 C·B편성마다 다르다.
2001년 이후에 도입된 C25편성 이후 제조 당초부터 JR서일본의 B편성에서는 양단의 좌석을 콘센트와 세로로 긴 테이블을 마련한 오피스 시트로 변경했으며 유니버설 디자인의 일환으로 시트 어깨의 그립(B편성은 미끄럼 방지 패드)이나 도어 차임 등 배리어 프리 대응도 되어 있다. 그린석에 관해서도 C편성의 경우 좌석 등쪽 면에 테이블이 존재하고 있는 것에 비해, B편성에서는 그것이 없는 대신에 팔걸이 수납 테이블이 2단 접이식이며 흡연석의 재떨이의 위치도 다른(C편성에서는 중앙의 주괘부, B편성에서는 구석의 주괘부)등의 차이가 있다. 그린차의 각 좌석에는 오디오 서비스용 컨트롤 패널이 설치되어 있었지만 2013년 봄의 오디오 서비스 종료에 따라 철거되어 판이 박혀 있다.
덧붙여 차체 경량화와 강도를 확보하기 위해 창의 치수는 전술한 대로 300계·500계에 비해 소형화되고 있다.
데크와 독립된 전화실이 2·4·6·8·10·12·14호차 하카타 방면과 15호차 도쿄 방면 각각의 데크에 설치될 수 있었으나 휴대 전화의 보급에 따라 일부 호차의 것은 철거되어 최종 2·6·12·15호차까지 삭감되었다.
8량 편성 E편성에 대해서는 '히카리 레일 스타#차량·설비'항목을 참조.
좌석

시작 편성인(C0→) C1편성만 TR39형, TR75형, TR62형으로 되어 있다.
JR도카이 0번대·전(前)기 생산차(C24이전 편성, 일부는 JR서일본)

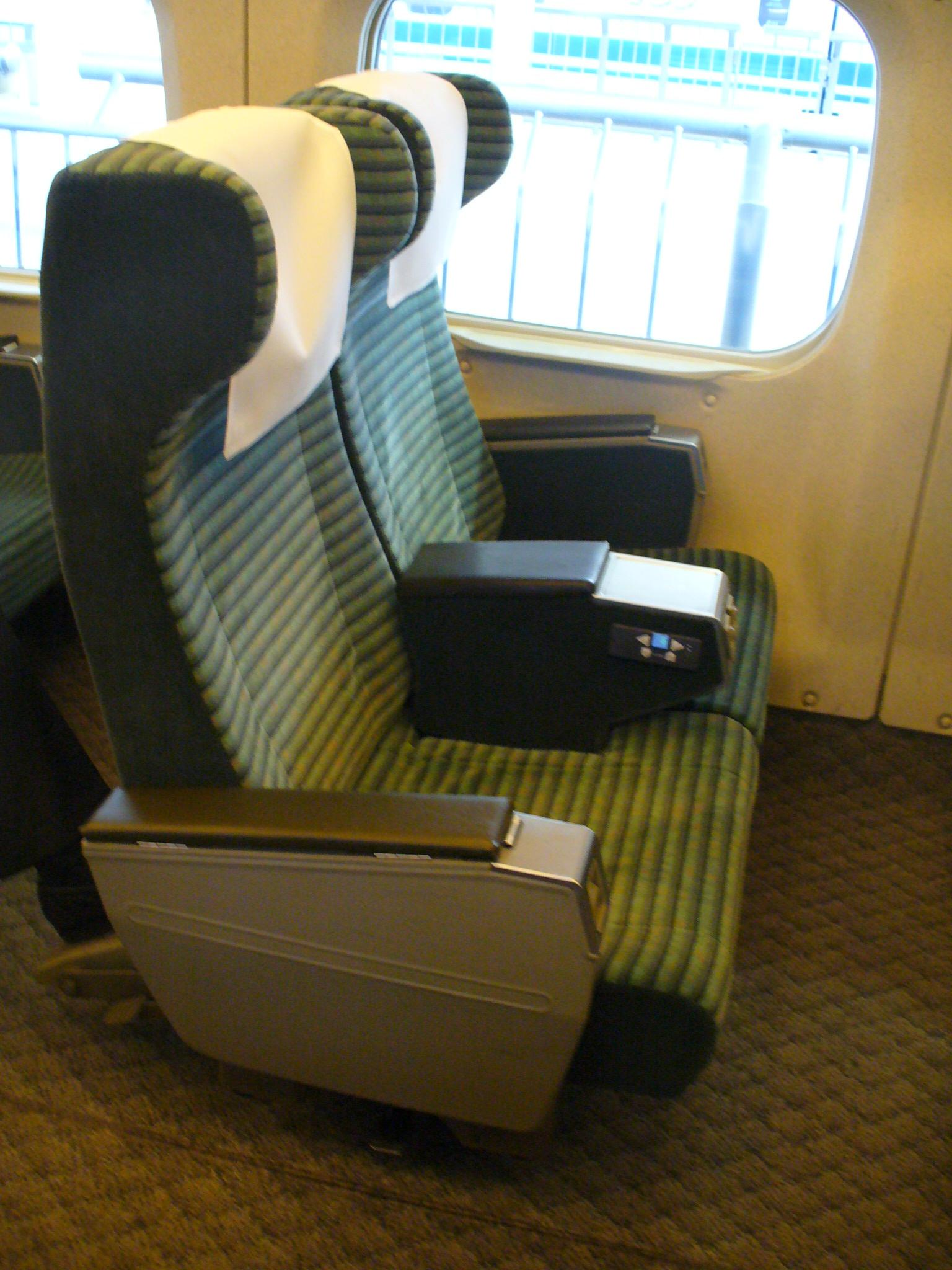
그린차 TR39A형
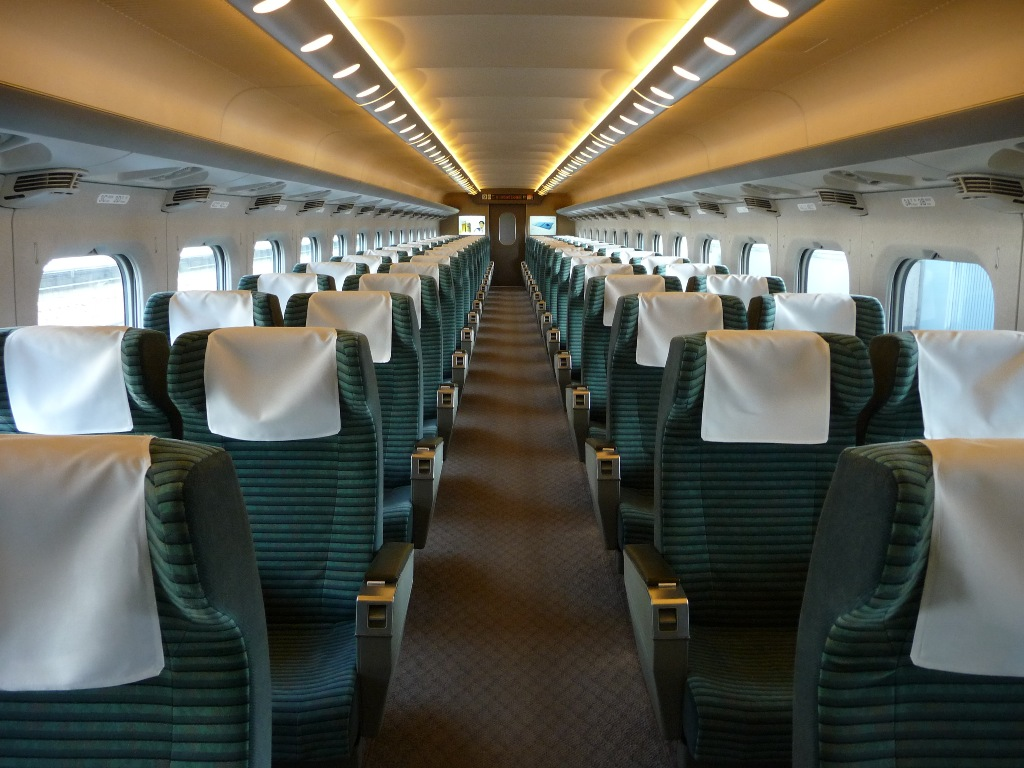
그린차 실내 (C16편성)
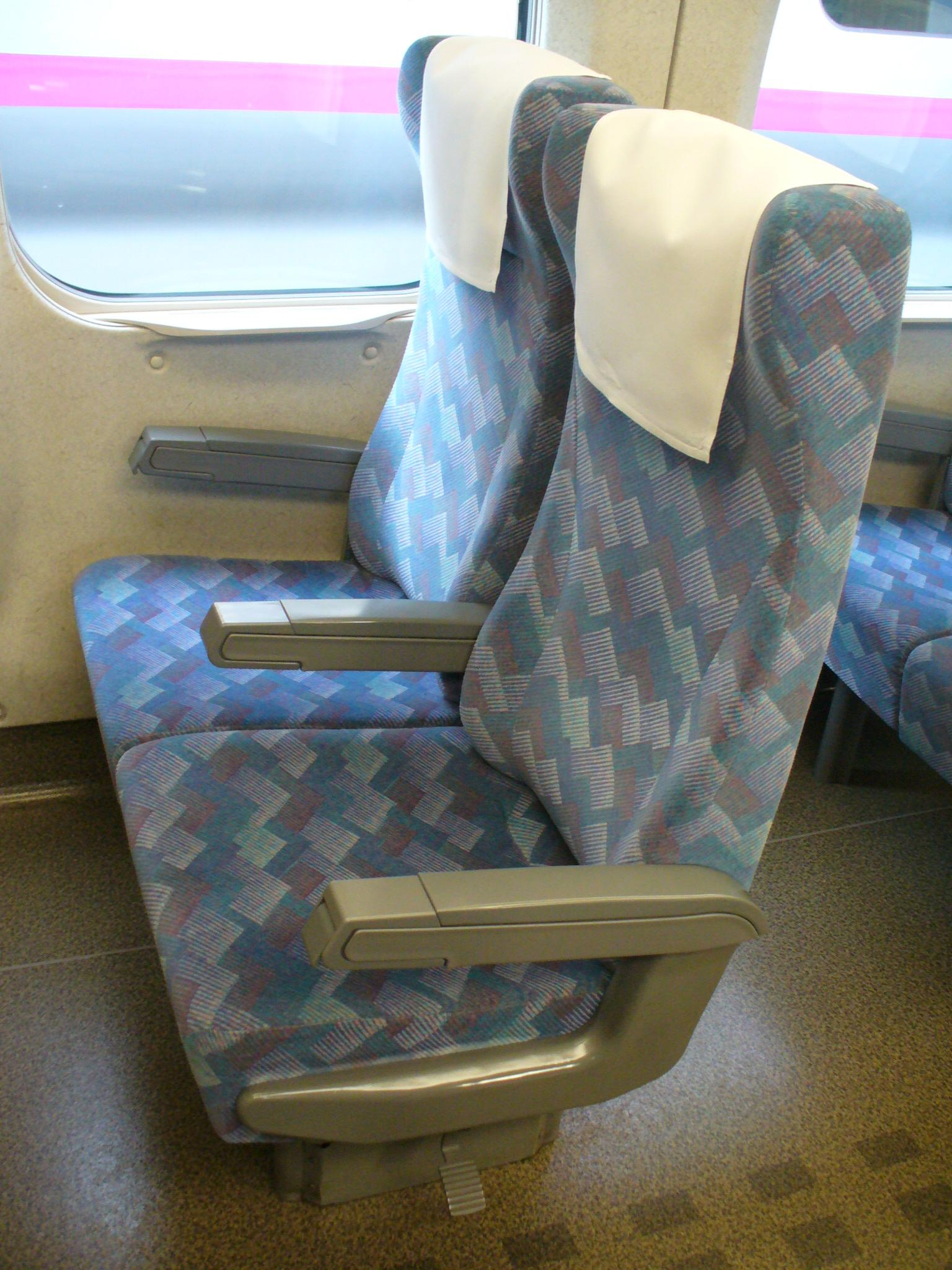
보통차 2인석 TR62A형

JR서일본 3000번대(B편성)
- 보통차 3인석
WRK307형
- 보통차 2인석
WRK205형
- 보통차 실내
- 그린차 실내

## 형식 및 차종
본 계열에 속한 각 형식명과 그 차종은 다음과 같다.
홀수 형식과 짝수 형식 2량씩 총 4량(전동차(M) 3량과 부수차(T) 1량)의 T+M2+Mp+M1(C·B편성)/TC+M1+Mp+M2(E편성)로 1유닛을 구성한다. M1차에 집전 장치를 탑재한 관계로 C·B편성과 E편성에서는 유닛 내의 차량 연결 순서가 다르다. B,C편성의 경우 6호차와 12호차에 E편성의 경우 2호차와 7호차에 팬터그래프가 존재한다.

### B 편성 (16량 편성)[27]
| 호차 | 1        | 2        | 3        | 4        | 5        | 6        | 7        | 8        | 9        | 10       | 11       | 12       | 13       | 14       | 15       | 16       |
| ---- | -------- | -------- | -------- | -------- | -------- | -------- | -------- | -------- | -------- | -------- | -------- | -------- | -------- | -------- | -------- | -------- |
| 명칭 | Tc       | M2       | M'w      | M1       | M1w      | M'       | M2k      | T's      | Ts       | M2s      | M'h      | M1       | M1w      | M'       | M2w      | T'c      |
| 번호 | 723-3000 | 727-3000 | 726-3500 | 725-3000 | 725-3300 | 726-3000 | 727-3400 | 718-3000 | 719-3000 | 717-3000 | 726-3700 | 725-3600 | 725-3500 | 726-3200 | 727-3500 | 724-3000 |
| 좌석 | 65       | 100      | 85       | 100      | 90       | 100      | 75       | 68       | 64       | 68       | 63       | 100      | 90       | 100      | 80       | 75       |

### C 편성 (16량 편성)
| 호차 | 1   | 2   | 3       | 4   | 5       | 6   | 7       | 8   | 9   | 10  | 11      | 12      | 13      | 14      | 15      | 16  |
| ---- | --- | --- | ------- | --- | ------- | --- | ------- | --- | --- | --- | ------- | ------- | ------- | ------- | ------- | --- |
| 명칭 | Tc  | M2  | M'w     | M1  | M1w     | M'  | M2k     | T's | Ts  | M2s | M'h     | M1      | M1w     | M'      | M2w     | T'c |
| 번호 | 723 | 727 | 726-500 | 725 | 725-300 | 726 | 727-400 | 718 | 719 | 717 | 726-700 | 725-600 | 725-500 | 726-200 | 727-500 | 724 |
| 좌석 | 65  | 100 | 85      | 100 | 90      | 100 | 75      | 68  | 64  | 68  | 63      | 100     | 90      | 100     | 80      | 75  |

### E 편성 (히카리 레일스타 8량 편성)

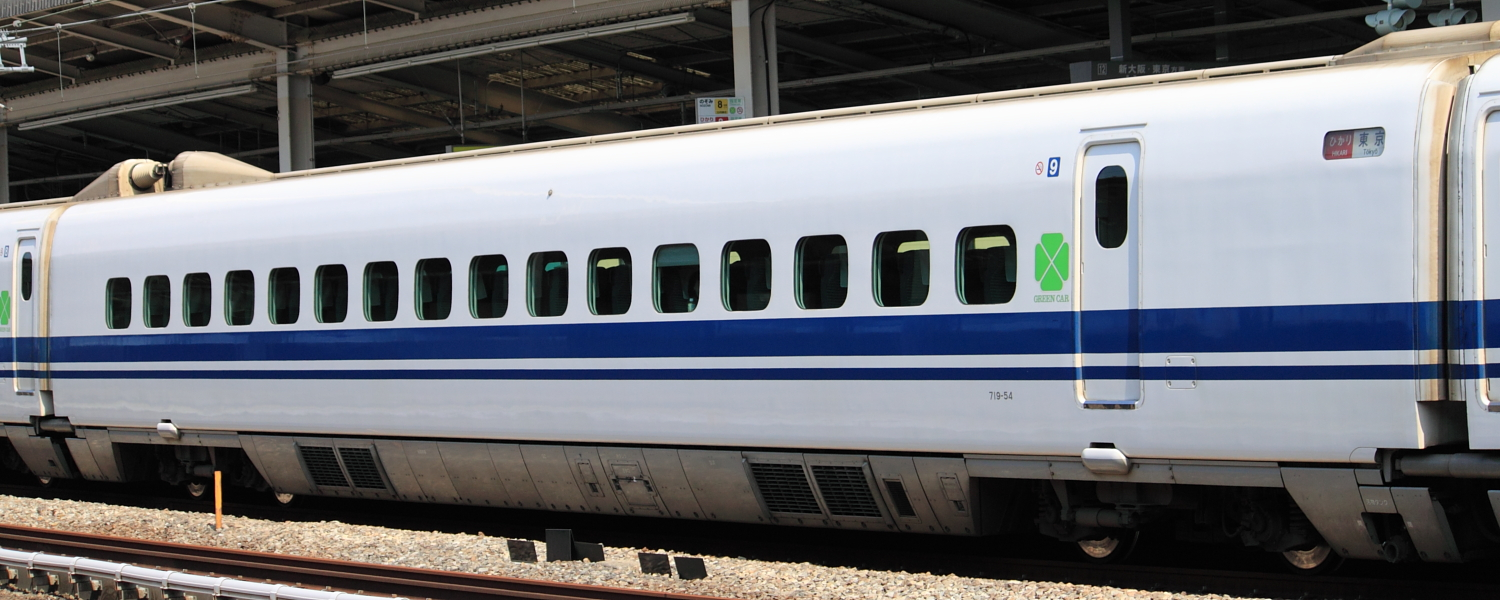
719형(719-54)

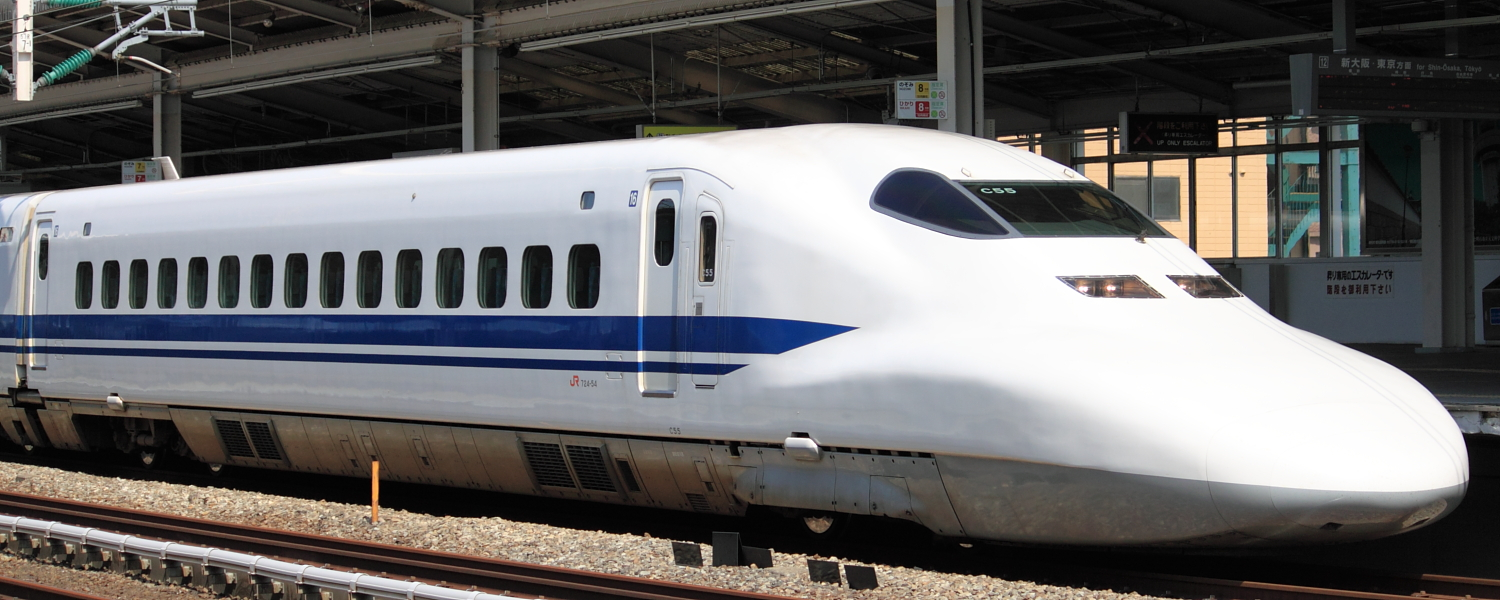
724형(724-54)

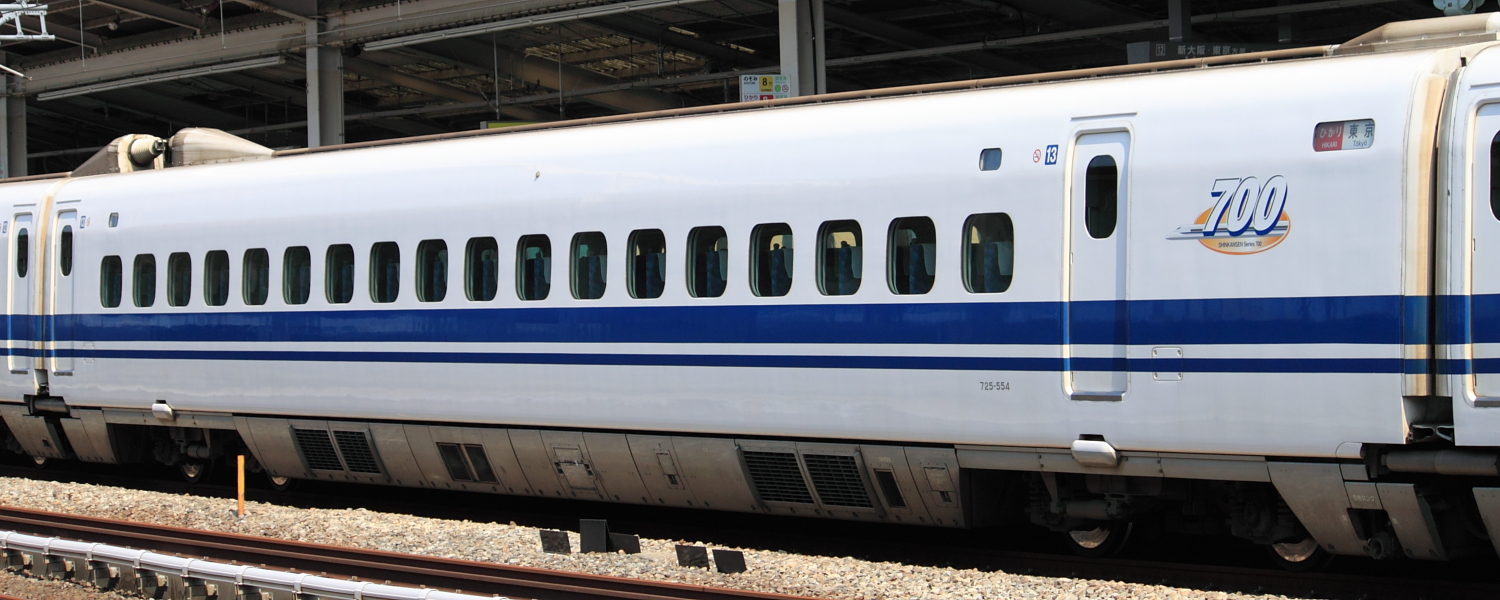
725형 500번대(725-554)

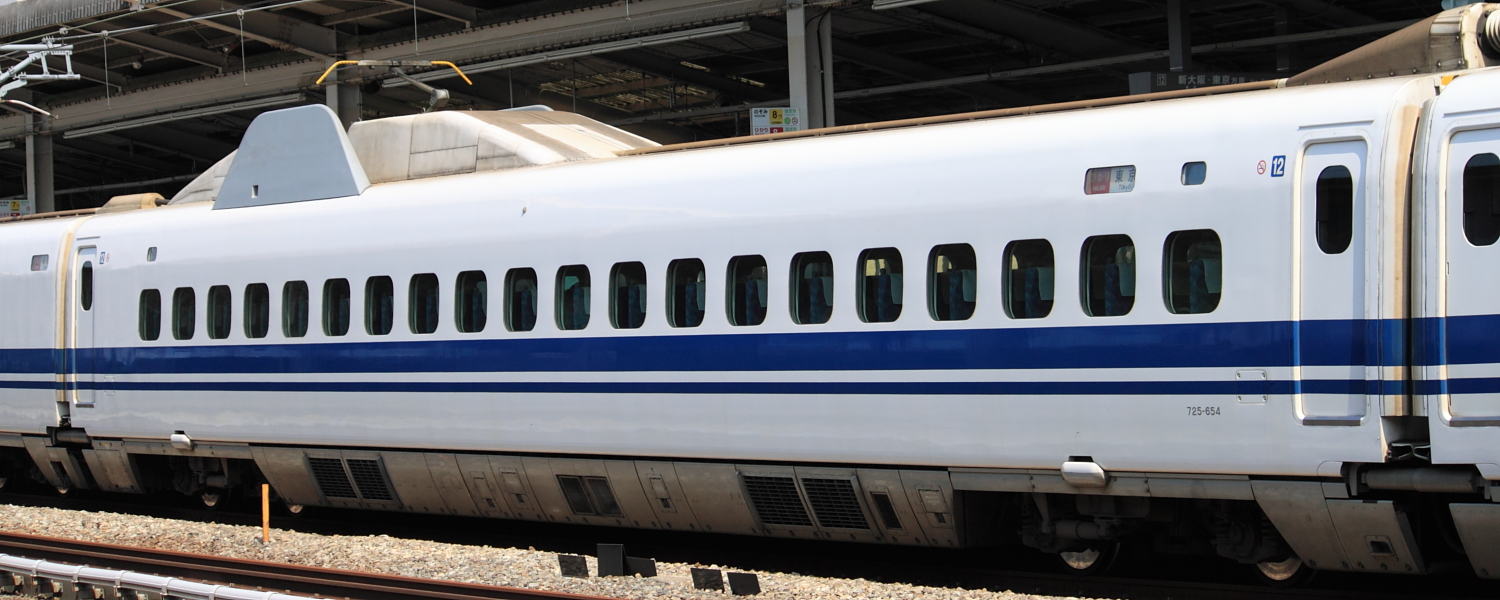
725형 600번대(725-654)

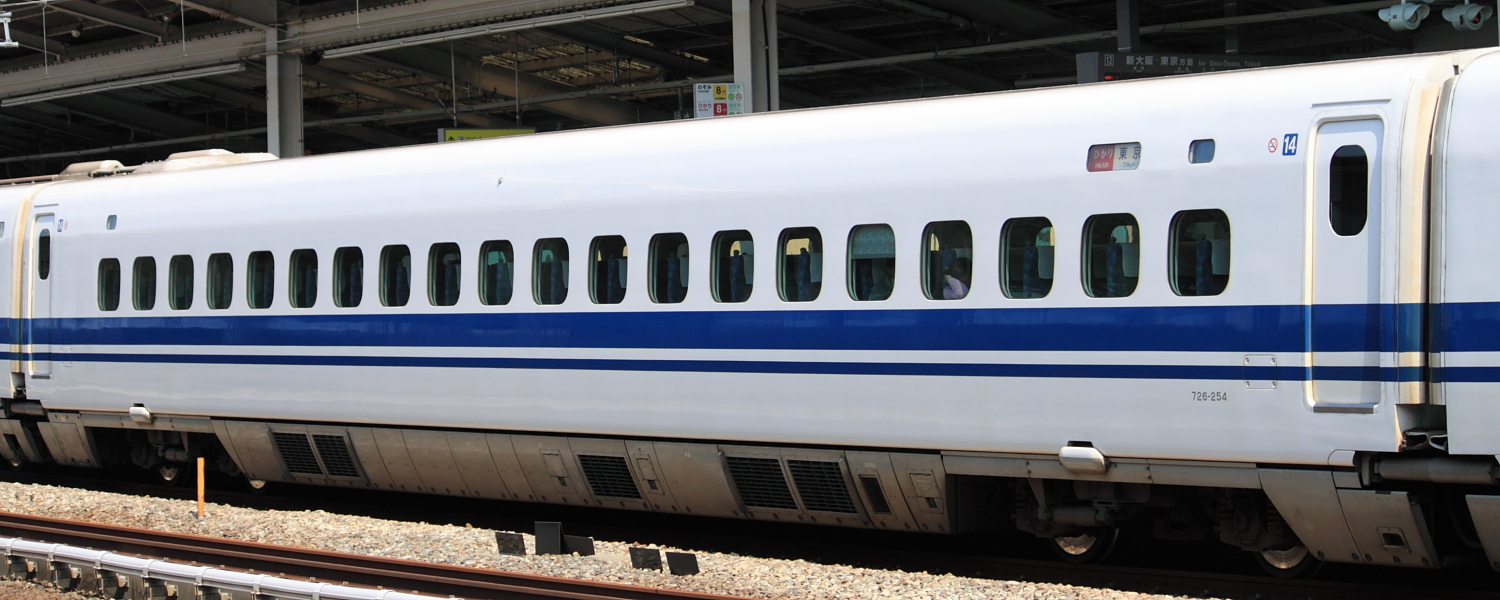
726형 200번대(726-254)

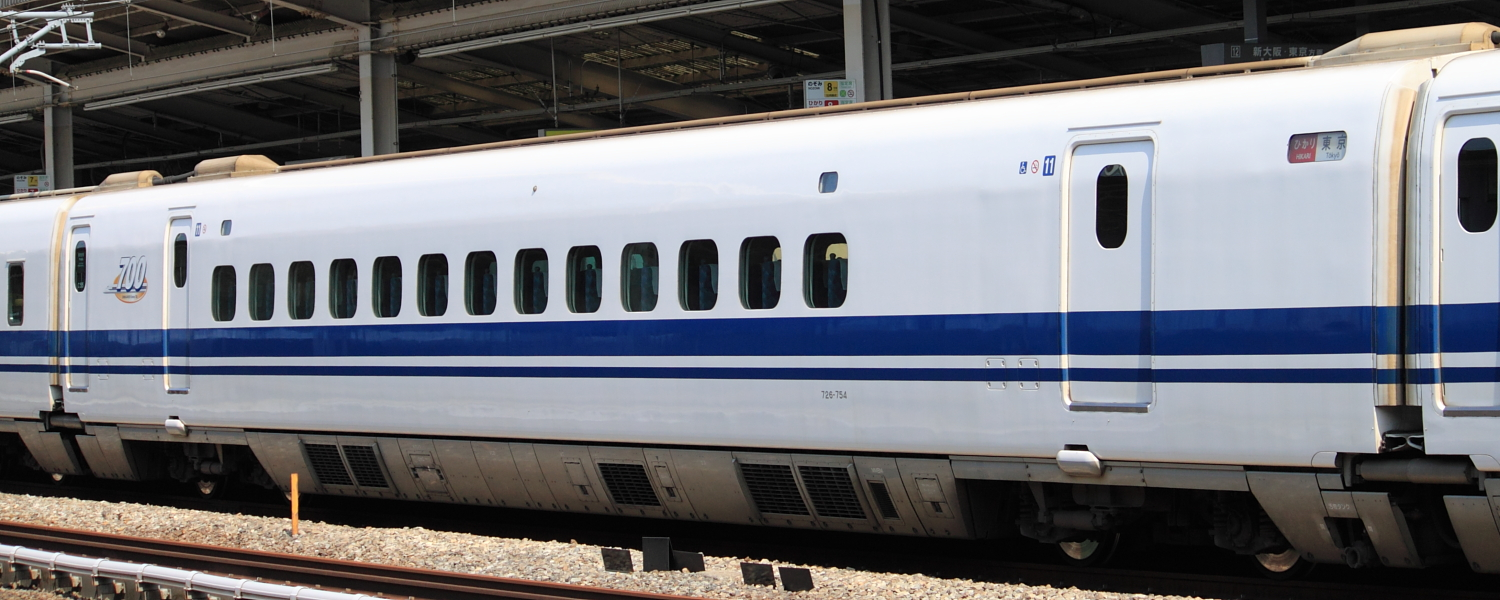
726형 700번대(726-754)

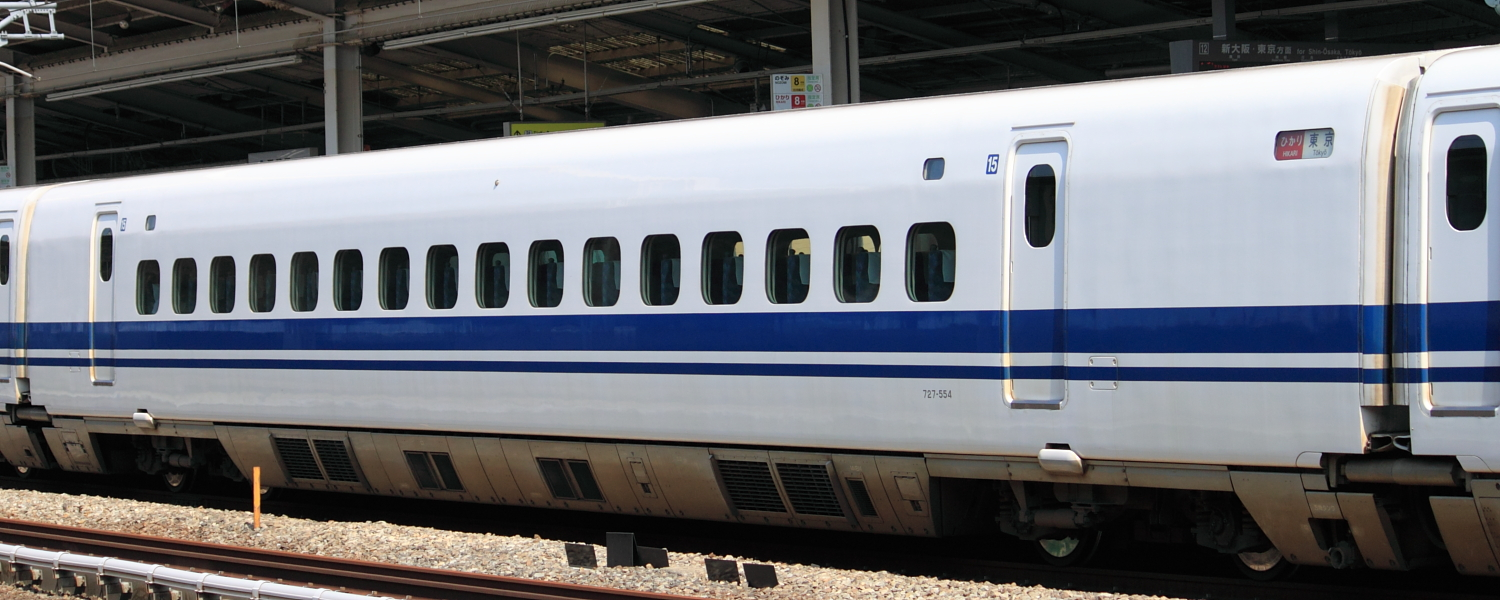
727형 500번대(727-554)

| 호차 | 1        | 2        | 3        | 4        | 5        | 6        | 7        | 8        |
| ---- | -------- | -------- | -------- | -------- | -------- | -------- | -------- | -------- |
| 명칭 | Tc       | M1       | Mpk      | M2       | M2w      | Mp       | M1kh     | T'c      |
| 번호 | 723-7000 | 725-7600 | 726-7500 | 727-7000 | 727-7100 | 726-7000 | 725-7700 | 724-7500 |
| 좌석 | 65       | 100      | 80       | 80       | 72       | 72       | 50       | 52       |

번대로는 시작 편성인(C0→) C1편성은 9000번대를, C2편성 이후는 0번대를, B편성은 3000번대를, E편성은 7000번대를 밝힌다.

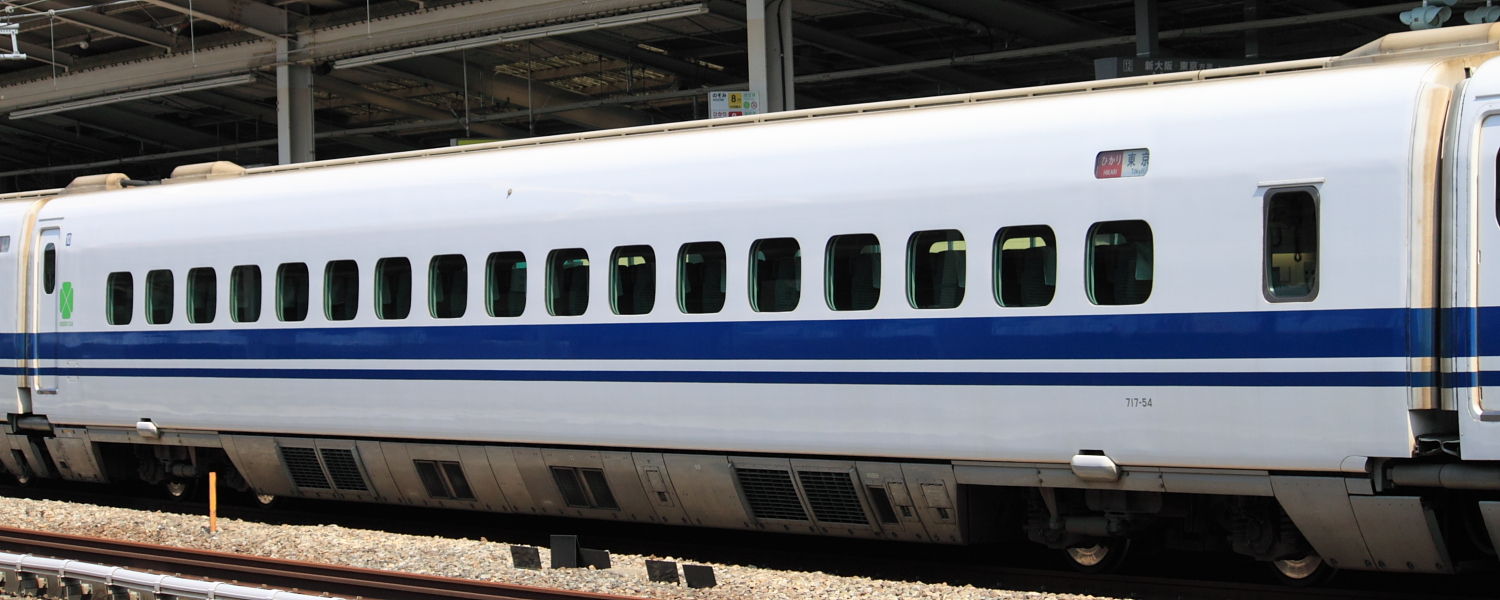
717형(717-54)

717형(M2s)
그린석을 갖춘 중간 전동차. C·B편성 10호차로 사용한다. 차장실을 갖추고, 주변환 장치·세미 액티브 서스펜션 등을 탑재했다. 정원 68명.
718형(T's)
그린석을 갖춘 중간 부수차. C·B편성 8호차로 사용한다. 승무원실을 갖추고, 공기 압축기·세미 액티브 서스펜션 등을 탑재했다. 정원 68명.
719형(Ts)
그린석을 갖춘 중간 부수차. C·B편성 9호차로 사용한다. 수하물 보관실·업무용실·화장실·세면실을 갖추고, 공기 압축기·세미 액티브 서스펜션 등을 탑재했다. 정원 64명.
723형(Tc)
일반석을 갖춘 제어 부수차. C·B·E편성 1호차로 사용. 하카타 방면 운전대·화장실·세면소를 갖추고, 공기 압축기·세미 액티브 서스펜션 등을 탑재했다. 정원 65명.
724형(T'c)
일반석을 갖춘 제어 부수차.
0,3000번대
C·B편성 16호차로 사용. 도쿄 방면 운전대를 갖추고 공기 압축기·세미 액티브 서스펜션 등을 탑재한다. 정원 75명.
9000번대
C1편성 16호차로 사용. 도쿄 방면 운전대·공중전화를 갖추고 공기 압축기·세미 액티브 서스펜션 등을 탑재한다. 정원 75명.
7700번대
E편성 8호차로 사용. 도쿄 방면 운전대 수납칸·공중 전화를 갖추고 공기 압축기·세미 액티브 서스펜션 등을 탑재한다. 정원 52명.
725형(M1, M1w, M1kh)
일반석을 갖춘 중간 전동차.
0,3000,9000번대(M1)
C·B편성 4호차로 사용. 주변환장치를 탑재한다. 정원 100명.
300,3300,9300번대(M1w)
C·B편성 5호차로 사용. 화장실·세면소를 갖추고 집전장치·주변환장치와 공기 압축기·세미 액티브 서스펜션을 탑재한다. 정원 90명.
500,3500,9500번대(M1w)
C·B편성 13호차로 사용. 화장실·세면소를 갖추고 주변환장치를 탑재한다. 정원 90명.
600,3600,7600,9600번대(M1)
C·B편성 12호차, E편성 2호차로 사용. 집전장치·주변환장치와 공기 압축기·세미 액티브 서스펜션을 탑재한다. 정원 100명.
7700번대(M1kh)
E편성 7호차로 사용. 화장실·세면소·차내 판매 준비실·휠체어 대응 설비를 갖추고 집전장치·주변환장치를 탑재한다. 정원은 50명.
726형(Mp, Mpk, Mpkh)
일반석을 갖춘 중간 전동차.
0,3000,9000번대(Mp)
C·B편성 6호차로 사용. 주변압기를 탑재한다. 정원 100명.
7000번대(Mp)
E편성 6호차로 사용. 차장실을 갖추고, 주변압기를 탑재한다. 정원 72명.
200,3200,9200번대(Mp)
C·B편성 14호차로 사용. 주변압기와 공기 압축기를 탑재한다. 정원 100명.
500,3500,7500,9500번대(Mp, Mpk)
C·B·E편성 3호차로 사용. 화장실·세면소·차내 판매 준비실을 갖추고, 주변압기와 공기 압축기를 탑재한다. 정원 85명(C·B편성) 80명(E편성).
700,3700,9700번대(Mpkh)
C·B편성 11호차로 사용. 화장실·세면소·차내 판매 준비실·휠체어 대응 설비를 갖추고, 주변압기와 공기 압축기를 탑재한다. 정원 63명.
727형(M2, M2k, M2w)
일반석을 갖춘 중간 전동차.
0,3000,7000,9000번대(M2)
C·B편성 2호차, E편성 4호차로 사용. 화물실을 갖추고 주변환장치를 탑재한다. 정원 100명(C·B편성) 80명(E편성).
7100번대(M2w)
E편성 5호차로 사용. 화장실·세면소를 갖추고 주변환장치를 탑재한다. 정원 72명.
400,3400,9400번대(M2k)
C·B편성 7호차로 사용. 화장실·세면소·차내 판매 준비실을 갖추고 주변환장치를 탑재한다. 정원 75명.
500,3500번대(M2w)
C·B편성 15호차로 사용. 화장실·세면소·공중 전화를 갖추고 주변환장치와 공기 압축기를 탑재한다. 정원 80명.
9500번대(M2w)
C1편성 15호차로 사용. 화장실·세면소를 갖추고 주변환장치와 공기 압축기를 탑재한다. 정원 80명.

## 보유 현황
2020년 3월 14일 현재
- JR서일본 - 368량
  - 8량 편성(E편성, 7000번대)×16개 128량(하카타 종합 차량소 배속)
  - 합계 128량
- 전체 128량

2011년 7월 4일 C4편성이 하카타 종합차량사업소로 회송되어 폐차되면서 700계의 폐차 제1호가 되었다. 그 해 10월 20일에는 2011년도 중에 JR도카이 C편성 9편을 JR서일본에 양도할 예정인 것이 양사에서 발표되어 있다. 이 발표 이전에는 C4편성에 더해 C17편성(같은 해 7월 20일 JR서일본에 입적, JR도카이에서는 이날 제적)을 시작으로 9월 말 시점에서 C11·C12편성이 잇따라 이적하고 있다. 덧붙여 C12편성의 JR서일본에 입적은 그 해 8월 18일이지만, JR도카이에서의 제적은 다음날인 8월 19일이며, 하루만 동일 편성이 양사의 차적이었던 것이다. C11편성도 같다(8월 27일 JR서일본 입적, 8월 28일 JR도카이 제적). 그 후 2012년 3월까지 C13-C15·C16·C18편성도 이적하고 있다. 이적 편성은 차체 외부 차량 번호 표기 옆의 JR 마크의 색이나 차내 차임·차내 스티커가 변경되는 것으로 식별할 수 있다. 이적 후에 전반 검사를 받은 편성은 팬터그래프 커버가 회색에서 흰색으로 변경되었다.
N700계 1000번대(N700A) 증비에 따라 2013년 1-10월에 C1-C3, C5, C6, C7, C19의 총 6편성이 폐차되었다. JR도카이는 도카이도 신칸센의 차량을 2020년 상반기까지 N700계로 단일화한다고 발표하고, C편성은 2019년 12월 초에 고다마 636호를 마지막으로 정기 운용을 종료하여, 현재 산요 신칸센 8량 편성(히카리 레일스타)으로 고정 운행하고 있다.
도카이여객철도 측에서, 당초 2020년 3월 8일에 도카이도 신칸센 700계 운휴 당일 실시되는 노조미 315호로 운행할 계획이었지만, 코로나19 바이러스 확산 문제로 인한 사회적 시국을 고려하여, 운휴 행사를 전면 취소한 바 있다.
| 년도 | C편성  | C편성  | E편성 | B편성 | 비고                                                        |
| 년도 | 도카이 | 서일본 | E편성 | B편성 | 비고                                                        |
| ---- | ------ | ------ | ----- | ----- | ----------------------------------------------------------- |
| 1998 | 1      |        |       |       | 1997년 9월 28일 C0을 신제                                   |
| 1999 | 5      |        |       |       | C2-C5를 신제                                                |
| 2000 | 11     |        | 10    |       | C6-C11, E1-E5, E7-E11을 신제, 1999년 9월 28일 C0→ C1로 개번 |
| 2001 | 24     |        | 14    |       | C12-C24, E6,E12-E14를 신제                                  |
| 2002 | 37     |        | 15    | 3     | C25-C37, E15, B1-B3을 신제                                  |
| 2003 | 48     |        | 15    | 7     | C38-C48, B4-B7을 신제                                       |
| 2004 | 54     |        | 15    | 12    | C49-C54, B8-B12를 신제                                      |
| 2005 | 60     |        | 15    | 13    | C55-C60, B13을신제, C편성 증비 완료                         |
| 2006 | 60     |        | 16    | 15    | E16, B14, B15를 신제, E, B편성 증비 완료                    |
| 2007 | 60     |        | 16    | 15    |                                                             |
| 2008 | 60     |        | 16    | 15    |                                                             |
| 2009 | 60     |        | 16    | 15    |                                                             |
| 2010 | 60     |        | 16    | 15    |                                                             |
| 2011 | 60     |        | 16    | 15    |                                                             |
| 2012 | 51     | 8      | 16    | 15    | C4편성이 폐차, C11-C18이 JR서일본으로 이적                  |
| 2013 | 47     | 8      | 16    | 15    | C1편성(9000번대), C2, C3, C5, C6, C7, C19편성(0번대)이 폐차 |
| 2014 | 40     | 8      | 16    | 15    |                                                             |
| 2015 | 32     | 8      | 15    | 15    | C21-28편성이 폐차                                           |
| 2016 | 28     | 6      | 16    | 15    | C13,C16,C29-C32편성이 폐차                                  |
| 2017 | 21     |        | 16    | 15    | C11,C12,C14,C15,C17,C18,C33-39편성이 폐차                   |
| 2018 | 14     |        | 16    | 12    | B1,B7,B13,C40-C45,C47,C55편성이 폐차                        |
| 2019 | 6      |        | 8     | 16    | B2,B8,B9,B15,C46,C48,C55-60편성이 폐차                      |
| 2020 | 0      |        | 2     | 16    | B3,B5,B10-B12,B14,C49-C54편성이 폐차                        |

## 운용

### 2020년 3월 14일 개정 시점

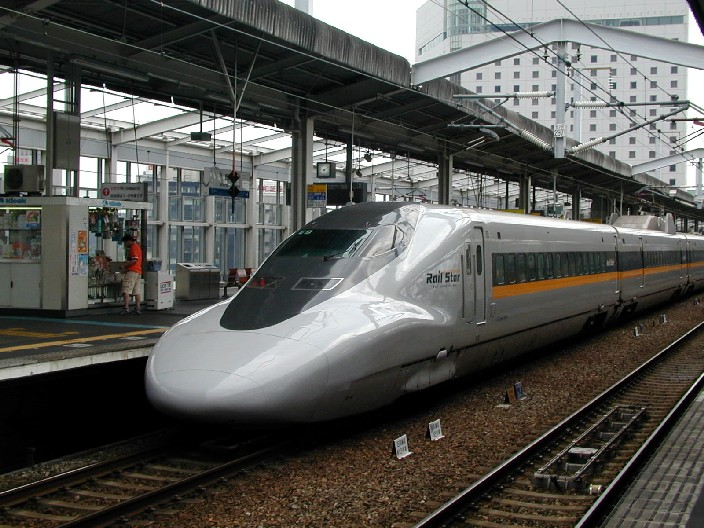
JR서일본 소속, 히카리 레일스타용 차량

정기 열차에 대해 기술한다.

#### E편성
- 히카리
  - 신오사카-히로시마·하카타간: 하행 1편·상행 2편으로 운용 중(히카리 레일스타 참조)
- 고다마
  - 신오사카·오카야마-오카야마·히로시마·하카타간: 하행 16편·상행 15편으로 운용 중
  - 하카타 → 후쿠야마간: 상행 1편으로 운용 중
  - 후쿠야마 → 신오사카간: 상행 1편으로 운용 중
  - 히메지 → 오카야마간: 하행 1편으로 운용 중
  - 히로시마 → 하카타간: 상행 2편으로 운용 중
  - 고쿠라-하카타 간: 하행 1편·상행 1편으로 운용 중

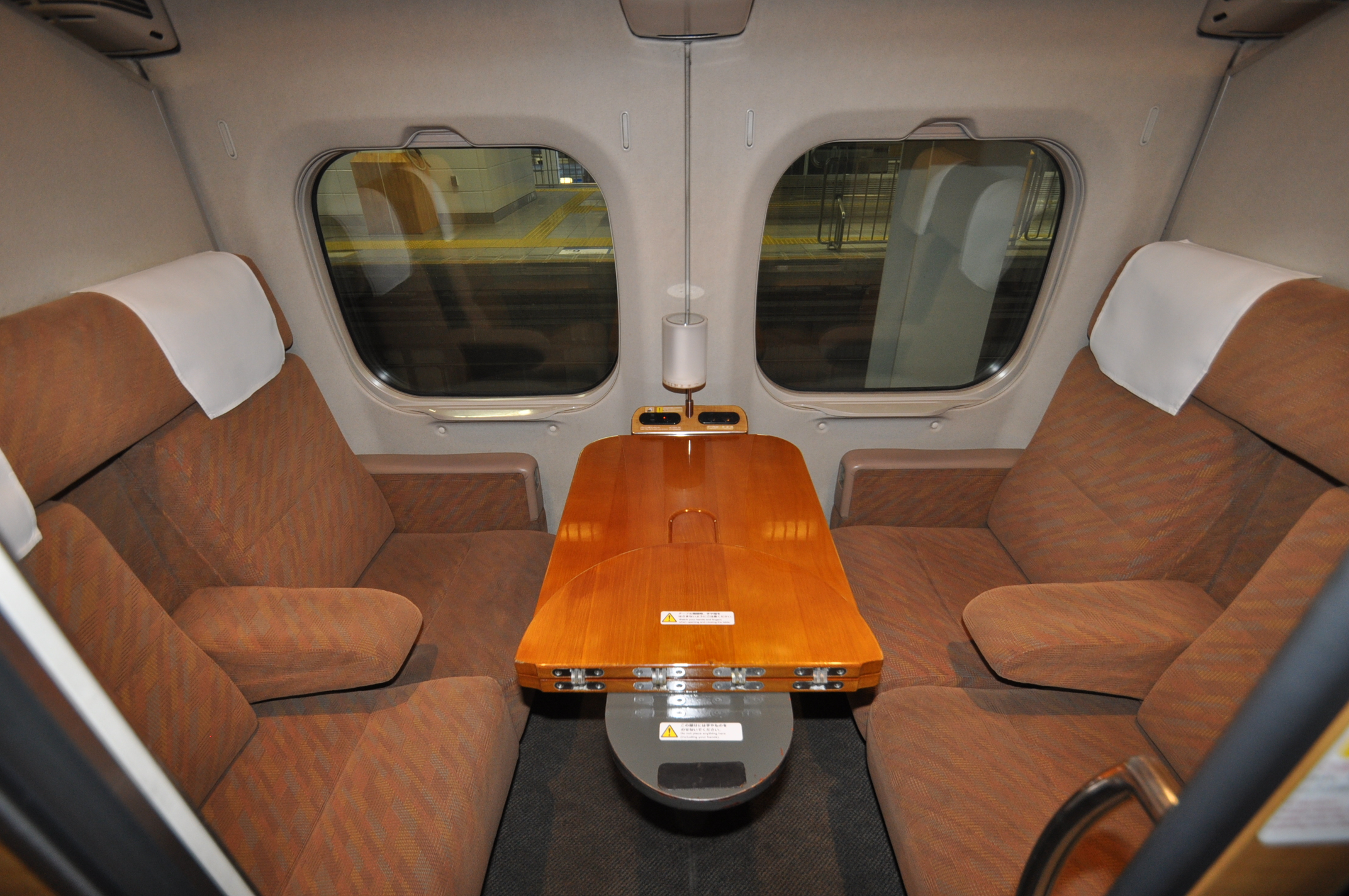
컴파트먼트석(칸막이)
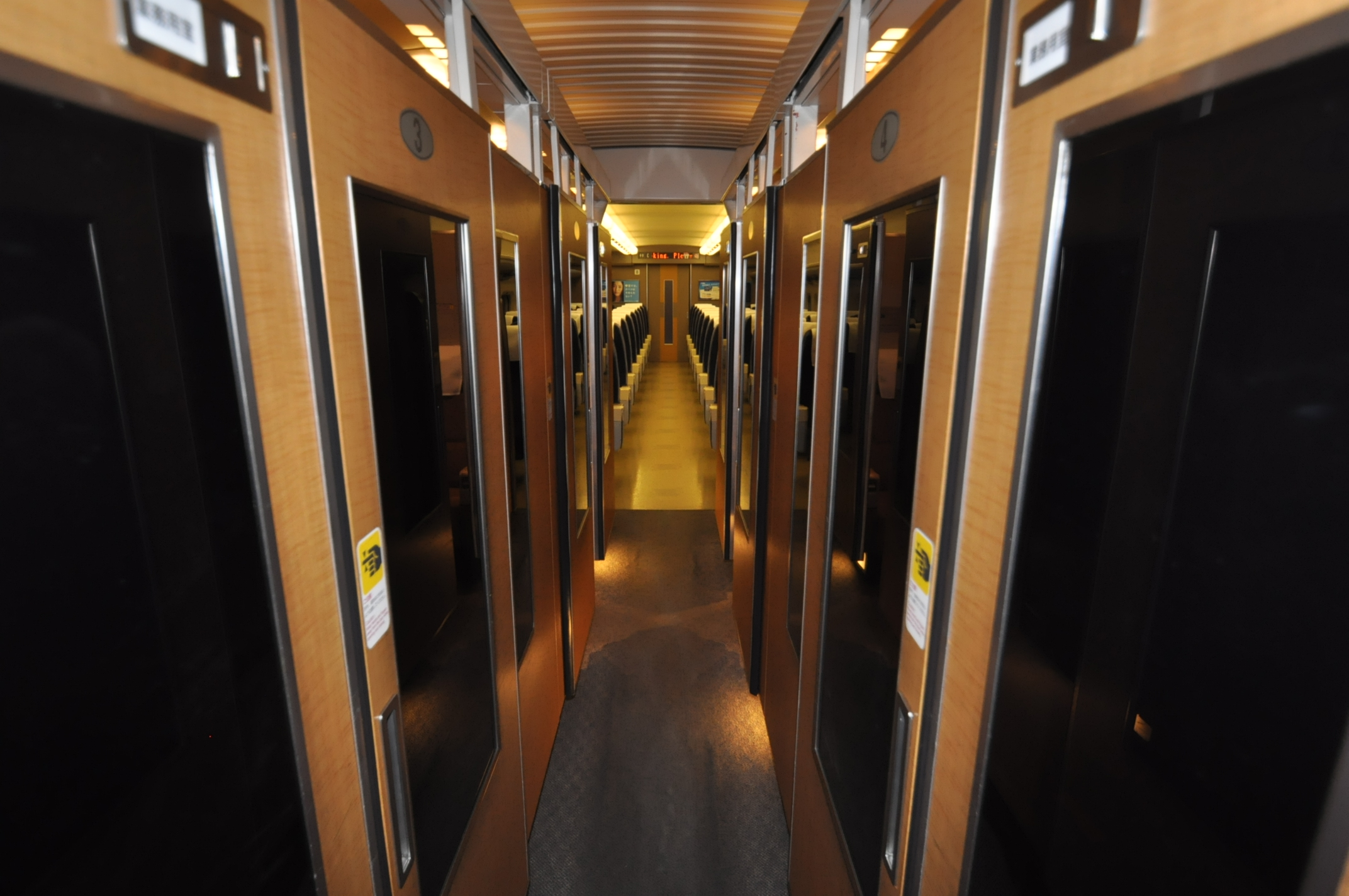
컴파트먼트석(통로)
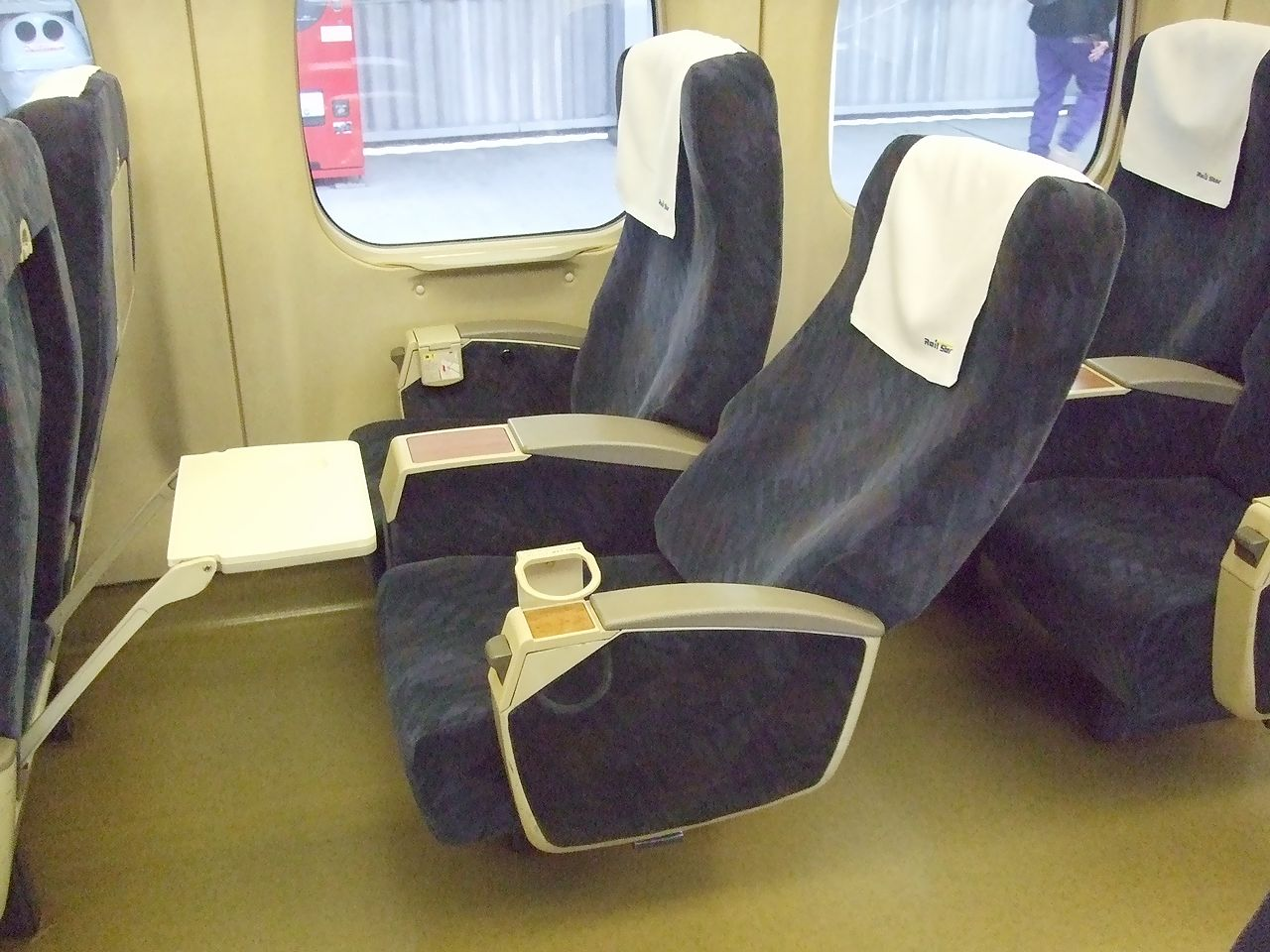
지정석

### 도입 당시의 운용

#### C·B편성
등장 초기 JR 도카이가 보유한 0계를 교체하기 위해 C11편성까지 했다. 2003년 10월 1일 시나가와 역 개업시까지 100계 16량 50편성(X편성 7개, G편성 43개)을 교체하기 위해 C54편성까지 증비되었다. 차량 점검의 합리화로 16량 7편성분의 예비 편성이 삭감되었다. 최종적으로 2004년 말까지 C60편성까지 증비되었다.
2001년에는 100계 V편성(그랜드 히카리)을 대체하기 위해 JR서일본 소유의 16량 B편성이 제작되었다. 이 B편성은 당초 '히카리' 한정 운용이었지만 그 후 증비와 다이아 개정에 따라 '노조미' '고다마'로도 운용되었다.
2003년부터 '노조미' 편성수가 증가하여 주로 노조미로 운행되고 있지만 일부는 히카리나 구간 운행의 고다마(7000번대에 의한 운용은 히로시마 ~ 하카타에서 아침 하행 1편·밤 상행 1편 뿐)로도 사용되고 있다. 설계 단계부터 300계와 승차 정원의 호환성을 이루고 있으며 16량 편성은 300계와 승차정원 호환성이 있어 차량준비 편리성이 향상되었으며 700계 사용 열차도 500계와 같이 시각표에 게재되지만 임시열차는 300계 사용이라고 되어 있어도 700계로 운행되는 경우가 있다.
700계 운용 열차도 500계와 마찬가지로 시중에 판매되는 시간표(JR·JTB)에 게재되며 단체 임시 열차와 검사 등의 사정상 300계 운용(JR에서는 무표시)으로 표기되어 있어도 700계로 운행되는 것이 있었다. 이 중 임시 '노조미'에 대해서는 전술한 대로 300계의 폐차 진행이 진행되면서 700계 운행으로 변경되는 열차가 점점 늘어나고 있다. 2012년 3월 17일의 다이아 개정에서는 정기 '노조미'운용에서 이탈하여 임시 '노조미'나 정기 '히카리' '고다마'로 운용되고 있다.
전술한 것처럼 JR도카이·JR서일본에서는 2012년 봄 예정인 300계 영업 운행 종료와 관련하여 JR서일본이 보유한 300계 F편성을 대체하기 위해 2011년도 중에 700계 C편성 9개 편성을 JR도카이에서 JR서일본에 양도할 예정으로 2011년 10월 20일에 양사 모두 발표되어 있다. JR서일본에 양도된 C편성은 B편성과 공통 운용이다.

#### E편성
2000년 3월 11일의 다이아 개정으로 산요 신칸센의 '히카리 레일스타'와 일부 '고다마'로 운용되고 있다. 통상 '노조미'로는 운용되지 않지만 다이아가 크게 혼란스러운 경우 산요 신칸센내에 한해 임시 '노조미'로 운용되는 경우가 있다.
큐슈 및 산요 신칸센간 상호 직결 운행을 개시한 이후에, '히카리 레일스타'의 운용에서 이탈하여 차례차례 '고다마'로 고정 편성하는 것을 결정했다는 보도가 있었으며, 2011년 3월 12일의 다이아 개정으로 '히카리 레일스타'의 운용 감소에 따른 '고다마'운용이 증가하여 일부 100계가 퇴역하게 되었다. 2012년 3월 17일 다이어 개정에서는 더 나아가 산요 구간 '고다마'의 운용이 늘어나 100계의 운용을 모두 교체하여 '히카리 레일스타'는 상행 1편만 존재한다.

## 'AMBITIOUS JAPAN!' 캠페인과의 연동 기획
2003년 10월 1일 신칸센 시나가와 역 개업에 맞춰 'AMBITIOUS JAPAN!'캠페인 시작에 따라 C편성에서는 선두차의 측면 라인 중앙을 절단하는 형태로 'AMBITIOUS JAPAN!'의 로고가 표시되어 300계를 포함 일부 차량의 승객용 출입문 옆에는 원형의 'AMBITIOUS JAPAN!'스티커가 첨부되었다.
이 캠페인은 도카이도 신칸센의 개업 40주년, 2005년 일본 국제 박람회(아이치·지구박) 개최에 맞춰 당초 예정보다 연장되었지만 그 폐막에 따라 종료되는 'AMBITIOUS JAPAN!'스티커도 2005년 9월 경부터 전반 검사 등에서 입장한 차량부터 순차적으로 철거되고 그 해 10월 말에는 전 편성의 철거가 완료되었다. 다만, JR 도카이 소속 차량의 차내 안내 방송 차임벨에 관해서는 TOKIO의 악곡 『AMBITIOUS JAPAN!』(JR 서일본 소속 차량은 『좋은 날에 가는 서쪽』) 오르골 어레인지를 계속 사용하고 있다.

## 현황
1997년부터 2006년까지 총 92량이 도입되었다. 가시성을 높이기 위해 현재 운행 중인 차량은 굵은 글씨로 표시했다.

### B 편성 (서일본여객철도소속 - 16량 편성)
| 차호  | 도입 시기 | 운행 중단 시기 | 비고                                 |
| ----- | --------- | -------------- | ------------------------------------ |
| B1호  | 2001년    | 2017년         |                                      |
| B2호  | 2001년    | 2018년         |                                      |
| B3호  | 2001년    | 2019년         |                                      |
| B4호  | 2002년    | 2020년         |                                      |
| B5호  | 2002년    | 2020년         |                                      |
| B6호  | 2002년    | 2020년         |                                      |
| B7호  | 2002년    | 2017년         |                                      |
| B8호  | 2003년    | 2018년         | 2018년에 투신 사망사고로 낸적이있다. |
| B9호  | 2003년    | 2019년         |                                      |
| B10호 | 2003년    | 2019년         |                                      |
| B11호 | 2003년    | 2019년         |                                      |
| B12호 | 2003년    | 2019년         |                                      |
| B13호 | 2005년    | 2018년         |                                      |
| B14호 | 2005년    | 2019년         |                                      |
| B15호 | 2006년    | 2019년         |                                      |
| B16호 | 2006년    | 2020년         |                                      |

### C 편성 (도카이여객철도소속)
| 차호  | 도입 시기 | 운행 중단 시기 | 비고                                  |
| ----- | --------- | -------------- | ------------------------------------- |
| C1호  | 1997년    | 2013년         | 도입 초기 C0호로 도입했다.            |
| C2호  | 1999년    | 2013년         |                                       |
| C3호  | 1999년    | 2013년         |                                       |
| C4호  | 1999년    | 2011년         |                                       |
| C5호  | 1999년    | 2013년         |                                       |
| C6호  | 1999년    | 2013년         |                                       |
| C7호  | 1999년    | 2013년         |                                       |
| C8호  | 1999년    | 2014년         |                                       |
| C9호  | 1999년    | 2014년         |                                       |
| C10호 | 1999년    | 2014년         |                                       |
| C11호 | 1999년    | 2017년         | 2012년에 서일본여객철도에 양도하였다. |
| C12호 | 2000년    | 2016년         | 2012년에 서일본여객철도에 양도하였다. |
| C13호 | 2000년    | 2015년         | 2012년에 서일본여객철도에 양도하였다. |
| C14호 | 2000년    | 2017년         | 2012년에 서일본여객철도에 양도하였다. |
| C15호 | 2000년    | 2016년         | 2012년에 서일본여객철도에 양도하였다. |
| C16호 | 2000년    | 2016년         | 2012년에 서일본여객철도에 양도하였다. |
| C17호 | 2000년    | 2016년         | 2012년에 서일본여객철도에 양도하였다. |
| C18호 | 2000년    | 2016년         | 2012년에 서일본여객철도에 양도하였다. |
| C19호 | 2000년    | 2013년         |                                       |
| C20호 | 2000년    | 2013년         |                                       |
| C21호 | 2001년    | 2014년         |                                       |
| C22호 | 2001년    | 2014년         |                                       |
| C23호 | 2001년    | 2014년         |                                       |
| C24호 | 2001년    | 2014년         |                                       |
| C25호 | 2001년    | 2014년         |                                       |
| C26호 | 2001년    | 2014년         |                                       |
| C27호 | 2001년    | 2014년         |                                       |
| C28호 | 2001년    | 2014년         |                                       |
| C29호 | 2001년    | 2015년         |                                       |
| C30호 | 2001년    | 2015년         |                                       |
| C31호 | 2001년    | 2016년         |                                       |
| C32호 | 2001년    | 2016년         |                                       |
| C33호 | 2001년    | 2016년         |                                       |
| C34호 | 2002년    | 2016년         |                                       |
| C35호 | 2002년    | 2017년         |                                       |
| C36호 | 2002년    | 2016년         |                                       |
| C37호 | 2002년    | 2017년         |                                       |
| C38호 | 2002년    | 2017년         |                                       |
| C39호 | 2002년    | 2016년         |                                       |
| C40호 | 2002년    | 2017년         |                                       |
| C41호 | 2002년    | 2017년         |                                       |
| C42호 | 2002년    | 2017년         |                                       |
| C43호 | 2002년    | 2017년         |                                       |
| C44호 | 2002년    | 2018년         |                                       |
| C45호 | 2002년    | 2017년         |                                       |
| C46호 | 2003년    | 2018년         |                                       |
| C47호 | 2003년    | 2017년         |                                       |
| C48호 | 2003년    | 2019년         |                                       |
| C49호 | 2003년    | 2019년         |                                       |
| C50호 | 2003년    | 2019년         |                                       |
| C51호 | 2003년    | 2019년         |                                       |
| C52호 | 2003년    | 2019년         |                                       |
| C53호 | 2003년    | 2020년         |                                       |
| C54호 | 2003년    | 2020년         |                                       |
| C55호 | 2004년    | 2018년         |                                       |
| C56호 | 2004년    | 2018년         |                                       |
| C57호 | 2004년    | 2018년         |                                       |
| C58호 | 2004년    | 2018년         |                                       |
| C59호 | 2004년    | 2019년         |                                       |
| C60호 | 2004년    | 2019년         |                                       |

### E 편성 (서일본여객철도소속 - 히카리 레일스타 8량 편성)
| 차호  | 도입 시기 | 운행 중단 시기 | 비고 |
| ----- | --------- | -------------- | ---- |
| E1호  | 1999년    | 운행 중        |      |
| E2호  | 2000년    | 운행 중        |      |
| E3호  | 2000년    | 운행 중        |      |
| E4호  | 2000년    | 운행 중        |      |
| E5호  | 2000년    | 운행 중        |      |
| E6호  | 2000년    | 운행 중        |      |
| E7호  | 2000년    | 운행 중        |      |
| E8호  | 2000년    | 운행 중        |      |
| E9호  | 2000년    | 운행 중        |      |
| E10호 | 2000년    | 운행 중        |      |
| E11호 | 2000년    | 운행 중        |      |
| E12호 | 2000년    | 운행 중        |      |
| E13호 | 2001년    | 운행 중        |      |
| E14호 | 2001년    | 운행 중        |      |
| E15호 | 2001년    | 운행 중        |      |
| E16호 | 2006년    | 운행 중        |      |

## 보존 및 전시 차량
- 723-9001(C0→ C1편성 1호차)
폐차 후 일단 JR도카이 하마마쓰 공장에 보관된 후 리니어·철도관에 300계 양산차(323-20)와 뒤바뀌어 2014년 1월 2일부터 전시를 시작했다[38].

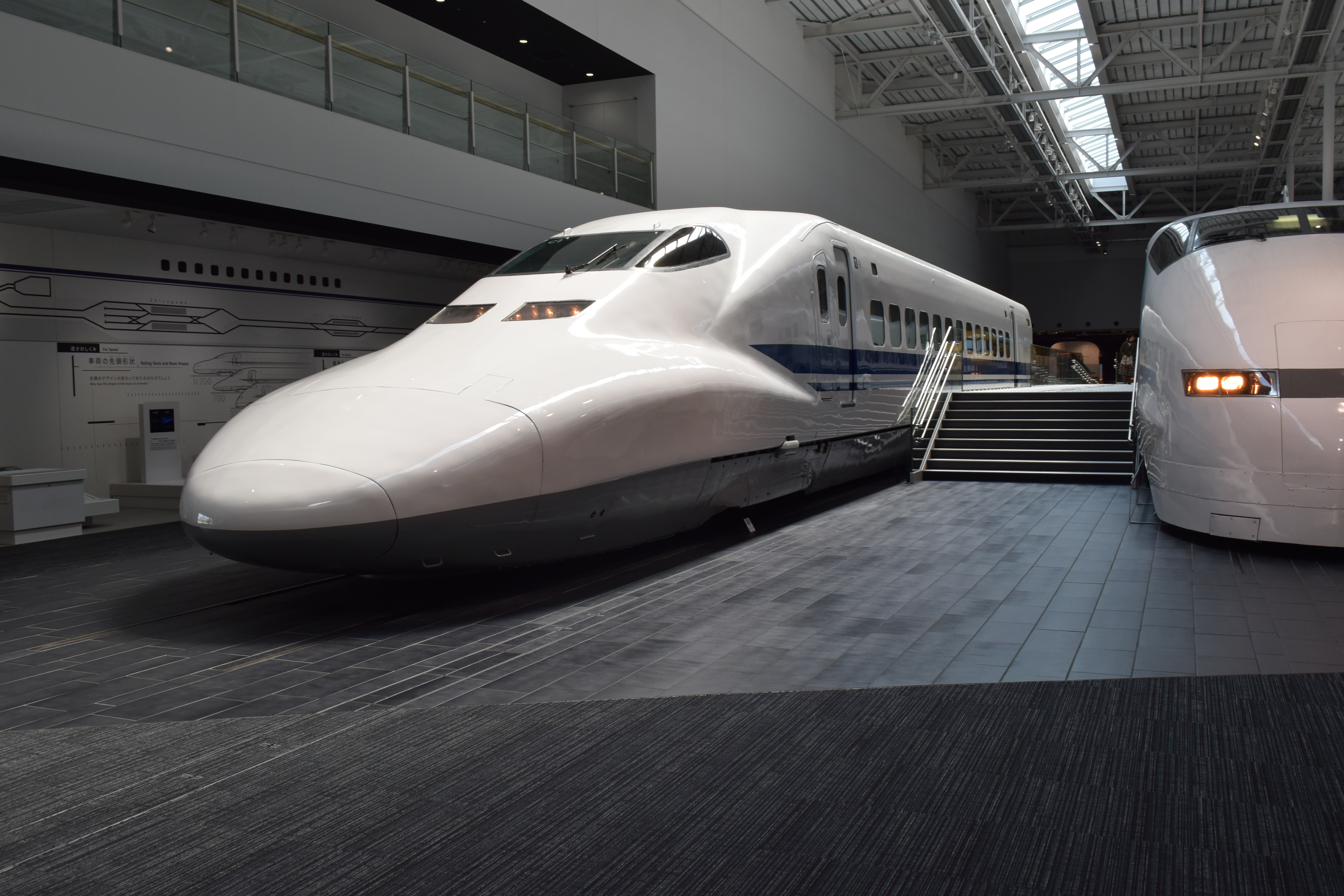
선행양산차량 C1편성

## 같이 보기
- 타이완 고속철도 700T형 전동차
- 신칸센 N700계 전동차
- 신칸센 800계 전동차
- 신칸센 923형 전동차
- 닥터 옐로우